# روبرت شومان
     لشخصية أخرى تحمل اسم روبرت شومان، طالع روبرت شومان (توضيح).
روبرت شومان (و. 8 يونيو 1810 – ت. 29 يوليو 1856)، كان مؤلف موسيقى ألمانيًّا، عده بعض النقاد أهم مؤلف موسيقي في الحركة الألمانية الرومانسية، وذاعت شهرته بفضل مؤلفاته الرائعة على البيانو. تمثل مؤلفاته الحالتين النفسيتين المتناقضتين للموسيقى الرومانسية، إحداهما عاطفية نابضة، والأخرى هادئة وتأملية. وهو زوج العازفة كلارا شومان. كان روبرت شومان ابن تاجر الكتب والناشر آوجست شومان (1773-1826)، تلقى دروس العزف على آلة البيانو في سن السابعة.

## حياته

### السنوات الأولى 1810-1827

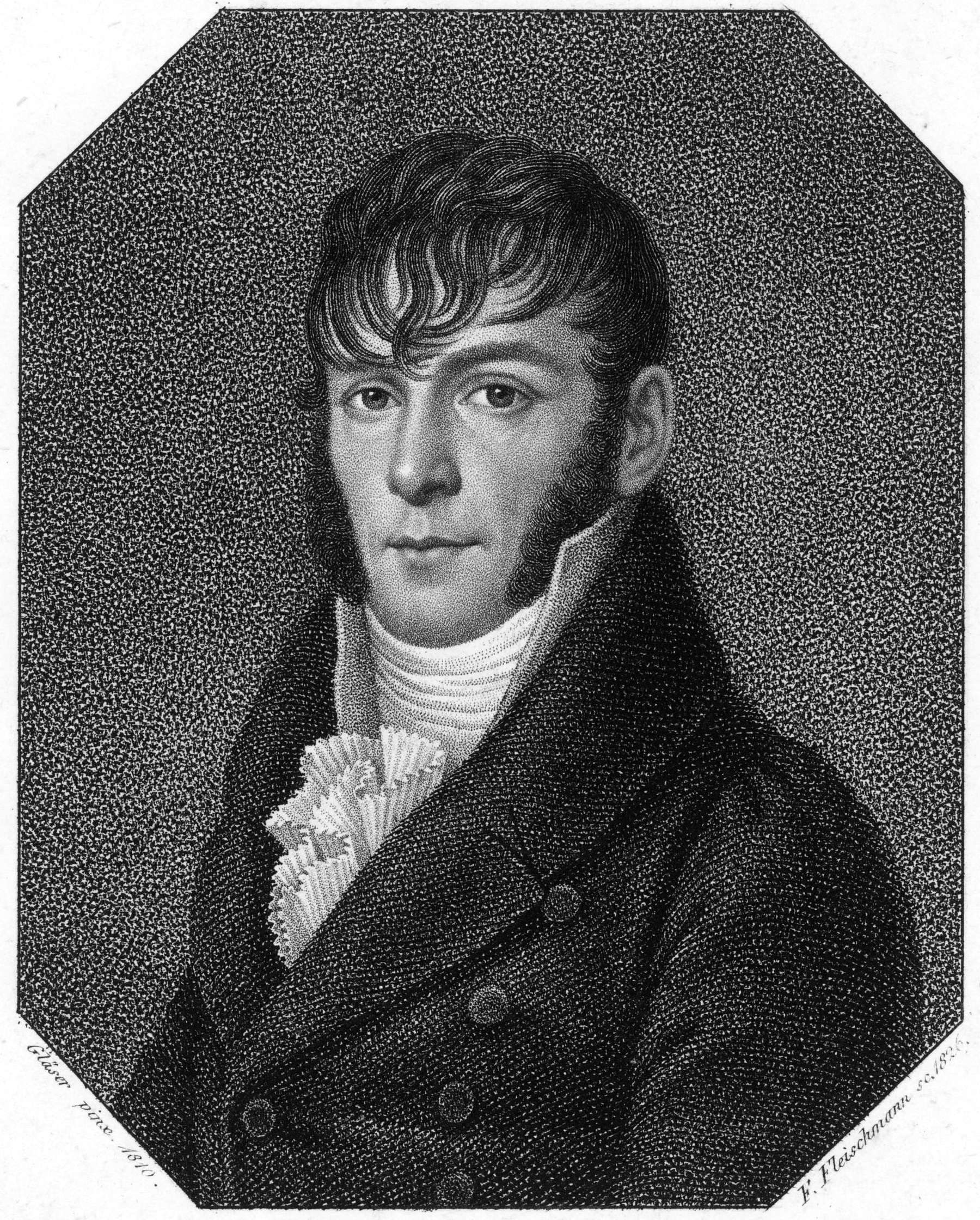
أوجست شومان

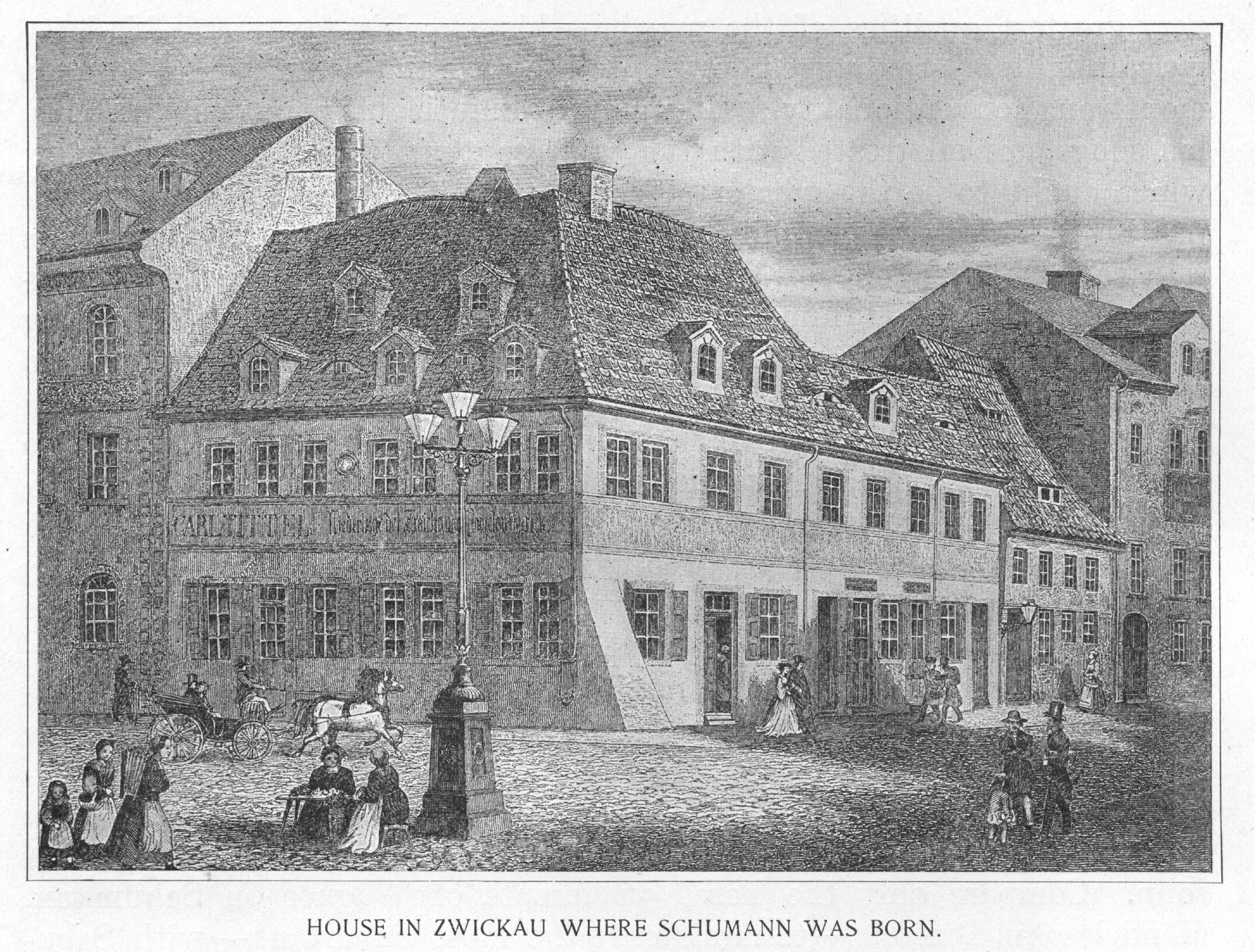
المنزل الذي ولد فيه روبرت شومان عام 1810

روبرت ألكسندر شومان ولد في زفتسكاو ساكسونيا في 8 يونيو 1810. كان الطفل الخامس والأصغر لاوجست شومان بائع كتب وناشر ومؤلف (ولد 1771 ابن رجل دين من ساكسون) وزوجته جوانا كريستيان (ولدت 1771 ابنة جراح اسمه شنابيل). تزوج أبواه عام 1795 وعاشا لأكثر من 11 عام في زيتز، في ربيع 1807 انتقلا إلى زفتسكاو، حيث أسس شومان دار نشر. في عام ميلاد روبرت أصيب والد باضطراب عصبي أثر على سنواته الباقية. بدأ تعليم الصبي عام 1816، حين أرسل إلى مدرسة خاصة محلية، حيث لم يظهر أي مواهب خاصة، في نحو الوقت نفسه يبدو أنه تلقى أول دروسه للبيانو من جي جي كونتزش (1775-1855)، عازف أرغن في كنيسة سانت ماري وموسيقي محدود القدرات. في أغسطس 1819 سمع موشيليس يعزف في كارلسباد، وكان الانطباع الذي تركه عليه قويا، فأسلوب موشيليس في العزف على البيانو ما زال واضح بسهولة في مؤلفات شومان التي نشرت مبكرا. إما نفس العام أو السنة قبل ان يصحب الصبي لحضور أول أوبرا يسمعها "الناي السحري" لموتسارت، في لايبزغ. في 6 نوفمبر 1821 شارك على البيانو في أداء كونتزس لأوراتوريو فريدريك شنايدر weltgericht "يوم القيامة" في كنيسة سانت ماري، ربما تحت تأثير هذا العمل، الذي كان شهيرا وقتها، ألف في يناير 1822 لحن مزمور 150 للسوبرانو والكونترالتو والبيانو والأوركسترا، منقوش عليه (عمل رقم 1) 260 صفحة من مدونة مكونة من 13 سطر على ورق أبيض سطره بنفسه - الذي أداه رفاقه الطلاب وأصدقائه الشباب الآخرين. بالنسبة لهم أيضا ألف في العام نفسه "افتتاحية للجوقة والأوركسترا الكبير، افتتاحية رقم 3 - افتتاحية مكونة من تسع صفحات يليها كوراس قصير على كلمات تبدأ ب "ما أروع الصباح الجميل". من الواضح يقترحها تدوين موسيقي غنائي لعمل المؤلف "بار" بعنوان "أخيل" الذي وقع في يديه. في عيد الفصح 1820 دخل مدرسة الثانوي في زفتسكاو، حيث مكث ثمانية أعوام، وسجل ظهوره أمام الجمهور في الحفلات المسائية التي اعدها من وقت لآخر رئيس المدرسة الثانوية تعكس قدراته الكبيرة كعازف بيانو.

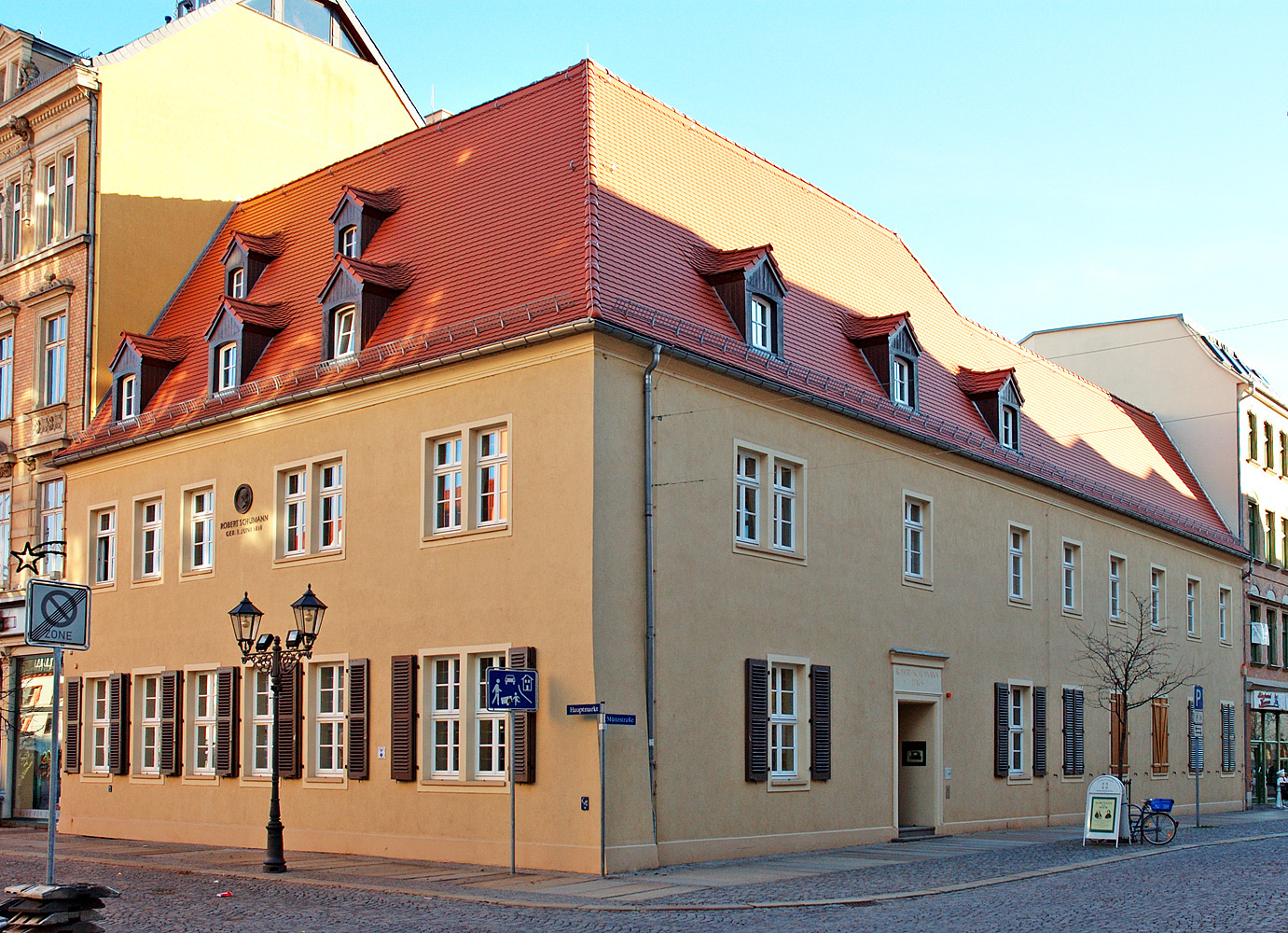
البيت الذي ولد فيه روبرت شومان في تسفيكاو

في الوقت نفسه أبدى الصبي اهتماما أدبيان مماثلا إن لم يكن أكبر. وجنبا إلى جنب مع تعليماه المنتظم في الثانوي علم نفسه بالقراءة العميقة في محل ومكتبة والده. وشجعه على هذا والده، الذي سمح له في سن 13 بالإسهام ببعض المقالات القصيرة في أحد منشوراته. وفي الوقت نفسه جمع الصبي مجموعة مجلد من أشعار (جزء منها ألفه)، بما في ذلك مشهد من مسرحية تراجيدية من خمسة فصول «الشبح». وبدأ كتاب ثاني عام 1825 «زفتسكاو تطل على نهر مولد» مكون أساسا من أشعاره، يعكس تدريب المدرسة على عمل نسخ ألمانية لأشعار لاتينية (جمعها في مجلد يضم ترجماته لأشعار هوريس) بدأ حب شومان لتكوين مجتمعات عام 1825 حين أدى دور رائد في تأسيس جمعتين لأطفال المدارس (أسسها 19 مايو شجعت على المبارزة) لكن من الواضح ليس السياسة، وجماعة أدبية اجتمعت أول مرة في 12 ديسمبر لدراسة الأدب الألماني على الأرجح هذه الفترة تنتمي إلى بدايات بعض المقالات الدرامية الأخرى: كوميديا كوريولان.
فكر والد شومان في إرساله لدراسة التأليف مع فيبر، لكن وفاة فيبر وضعت حدا للخطة وبعد شهر أو نحو ذلك توفى والده نفسه اوجست شومان في 10 أغسطس 1826. ابنته إميلي البالغة 19 سنة، أخت روبرت الوحيدة كانت معتلة بدنيا وعقليا توفيت قبل ذلك بفترة قصيرة. حبه المراهقة لفتاتين أسماؤهما دونت هما ناني بتش وليدي همبل، قدمت تجارب عاطفية أخرى صاغها بشكل مميز في قصة تحكي سيرته الذاتية، وصفها بعد عامين أنها «عمله الأول، أصدقه وأفضل، لكم بكيت وأنا أكتبها ومع ذلك كنت سعيد». ناني وليلي سرعان ما حل محلهم جزئيا لكن ليس كليا في عواطفه اجنيس كاروس الزوجة الشابة الذكية والموسيقية لطبيب في كولدتز. في نهاية يوليو 1827، بعد زيارة عائلة كاروس في كولدتز، قام بجولة أخرى إلى لايبزغ حيث يقيم أقرب أصدقائه من المدرسة الذين التحقوا الآن بالجامعة، ودرسدن وبراج وتبليس حيث التقى ثانية وافترق عن ليدي همبل. رسائله أثناء هذه الإجازة تشير بتكرار لشربه الشمبانيا وهي عادة اقلع عنها بعد عدة سنوات وتشكلت عنده عادة أخرى عام 1827 وهي الاحتفاظ بمفكرة يكتب فيها مذكراته. من صيف 1827 أيضا يرجع تاريخ حماسه الأدبي لجان بول، الذي كان له أثرا كبيرا على أسلوبه النثري المزين، وحماسه الموسيقي لشوبرت. سجل في مذكراته «ارتجال يومي على الآلة. محاولات لتأليف كونشرتو للبيانو في مقام فا صغير». وبقيت له أربع أغنيات من 1827 اثنين منهما ألف كلماتها وواحدة بكلمات إيه شولتز وأخرى ترجمة لقصيدة لبايرون «رأيتك تنتحبين بكاء» لا شك كتبت لمدام كاروس، التي كانت مطربة

### لايبزغ وهايدلبرج 1827-1831
في 15 مارس 1828 اجتاز شومان الامتحان النهائي في المدرسة، ونال إطراء كبيرا. استجابة لرغبات والدته التي كانت الموصية عليه التحق دون رغبة منه إلى مدرسة الحقوق في جامعة لايبزغ 92 مارس. بعض التعليقات التي تروي سيرته الذاتية من سجل في فترة لاحقة: «عيد الفصح 1828. نشوة بالليل. ارتجال مستمر يوميا. أيضا خيالات أدبية على طريقة جان بول. حماس خاص لشوبرت، بيتهوفن أيضا، باخ أقل. رسالة إلى فرانز شوبرت (لم ترسل).»
قبل الاستقرار في لايبزغ تعرف على شخص جديد هناك هو جزبرت روزين وشرع القيام برحلة في الجزء الأخير من أبريل إلى بايرويت ونورمبرج وأجسبرج وميونخ، حيث في 8 مايو قدموا أنفسهم لهاين ثم افترقا - روزن للدراسة في هايدلبرج، وشومان ليعود عبر زفتسكاو إلى لايبزغ، حيث شارك السكن مع صديق قديم من المدرسة هو إميل فليشج. وصل إلى لايبزغ مرة ثانية في 15 مايو، أصدقاؤه عائلة كاروس الآن استقروا هناك، وفي منزلهم التقى بموسيقيين بما فيهم مارشنر، وشارك في موسيقى الحجرة، عدا ذلك كانت دائرة أصدقائه تقتصر على فليشج وعدة طلاب آخرين. رغم وعوده لوالدته الوصية عليه أن يكرس نفسه لدراسة القانون، لم يحضر محاضرة واحدة (على حد قول فليشج)، لكن قضي الساعات يوميا في تقليد جان بول والارتجال على آلة البيانو. كان بالفعل يلازمه مخاوف الإصابة بالجنون من وقت لآخر. الأعمال الأدبية لهذه الفترة، المسجلة في دفتر جديد (مايو 1827 - يونيو 1830) تشمل ملحوظات لرواية «سيلين» حيث قدم شخصيات مثالية ذاتية مثل جوستاف وأجزاء صغيرة من قصص قصيرة «الهارمونيكا» و«جزء من العالم»، وبداية كتاب عن علم جماليات الموسيقى. إعجابه ب«إيرلكونج» لشوبرت ادى مباشرة إلى تأليف بالاد آخر لجوته «الصياد» (يونيو)، تلا ذلك 3 ألحان لقصائد لجاستيناس كيرنر وهذه ربما مع بعض الأغنيات التي كتبها قبل ذلك، كانت في 15 يوليو مقدمة إلى نقد جوتلوب فيدبن (1779-1854)، الذي تمتع ببعض السمعة كمؤلف أغنيات. في رسالة ثانية إلى فيدبين، اعترف شومان أنه «لم يكن خبيرا بالهارموني والباص ولا بالكونترابنط، لكن متأثر ببساطة بالسليقة». الآن بدأ في دراسة مناسبة للتأليف الموسيقي. مع ذلك من ضمن الأربع أغنيات الأخرى التي كتبها في هذه الفترة كان لاحقا قادرا على استخدام المادة الموسيقية لثلاثة مع تغيير بسيط في المؤلفات التي تنتمي لفترة أنضج: سوناتا البيانو مصنف رقم 11 ومصنف 12 وانترمتزو رقم 4 مصنف رقم 4. في أغسطس بدأ دورة لدراسة البيانو مع مدرس شهير هو فريدريك فيك وبالتالي تعرف على ابنته كلارا البالغة تسع سنوات.(كونشرتو هامل في مقام لا صغير كان واحدا من الأعمال المدروسة، أخبر هامل نفسه أنه عمل عليها لسنة). أثناء أغسطس وسبتمبر ألف شومان مجموعة من 8 بولونيز للبيانو مقلدا أعمال بولونيز شوبرت، كان رقمها مصنف 3 ورقم 2 كان مقدما لمجموعة من 11 أغنية. أعمال أخرى في الخريف وشتاء 1828 تشمل مجموعة من تنويعات لأربعة أيدي على لحن للأمير لويس فردناند، الذي لأمير بروسيا.
أعجب شومان بموسيقى الحجرة له، وأثناء 1829 ألف رباعي للبيانو في مقام دو صغير مصنف رقم 5، في يناير 1830 بدأ يحوله إلى «سيمفونية». في نوفمبر حيث علم بوفاة شوبرت، بكى منتحبا حتى سمعه ينشج طوال الليل. كان شومان يسعى للذهاب إلى مجموع روزن دائما. ومحل جذب آخر في جامعة هايلدبرج كان أستاذة القانون، جاستس ثيبو، الذي نشر قبل ذلك بعدة سنوات كتابا عن علم جماليات الموسيقى عام 1825. أقنع والدته الوصية عليه بالسماح له بالانتقال لجامعة أخرى، وترك لايبزغ في 11 مايو 1829 وبعد أن انعطف إلى راينلاند تركته مفلس مؤقتا، وصل إلى هايدلبرج بعد عشرة أيام. تمتع بالحياة في هايدبرج وتحت تأثير الشخصية الحيوية لثيبو، حضر المحاضرات لوقت قصير. كموسيقي كان ثيبو متحمسا أكثر منه مطلعا، لكنه شكل جمعية موسيقية من الطلاب والأصدقاء، وفي غرفته الموسيقية الخصوصية تعرف شومان على نطاق واسع من الموسيقى الكورالية، أساسا إيطالية، من بالسترينا وفكتوريا حتى هاندل وباخ. انتهى الفصل الدراسي الصيف في 20 أغسطس، وقضى شومان الإجازة وحده، يتجول في سويسرا وشمالي إيطاليا، حيث وصل إلى البندقية، في ميلان سمع (باستا) ينشد في عمل روسيني La gazza ladra (العقعق اللص) في مسرح «لاسكالا» وللمرة الأولى قدر الموسيقى الإيطالية بالكامل. وعاد إلى هايدلبرج (في 20 أكتوبر) عن طريق آوغسبورغ وشتوتغارت. ورغم تأكيده لوالدته على العكس، أهمل دراساته للقانون بالكامل أثناء الفصل الدراسي الخريفي، ويبدو أن ثيبو استفزه حتى كموسيقي خلال مبدئه المحافظ الضيق. أخبر فيك (رسالة في 6 نوفمبر) أنه كان يدرس الحركة الأخيرة من السوناتا في مقام مي دييز الصغير، «عمل هائل ملحمي عظيم بحق»، وطلب منه إرسال «كل فالسات شوبرت وفقط الأعمال التي تحتاج يدين في العزف - أعتقد أنهم 10-120 مجموعة) كونشرتو موشيلس في مقام صول صغير، والكونشرتو في مقام سي صغير لهامل». و«أي شيء جديد لهيرز وسيزرني» استأذن هذا الطلب الأخير بداعي أنه دعى إلى دوائر الأسر لكن رسالة لاحقة تقترح أنه خضع لبعض الوقت «لبراعتهم السطحية في العزف» حتى خيم عليها براعة بجانيني، منذ عام 1832 حين بلغ حماسه اوجه، يرجع تاريخ الفانتازيا الساخرة التي لم تكتمل في نفس الرسالة لفيك تكلم شومان عن بدأ تأليف السيمفونيات ولم يكمل أي منها، لكي يتضح من السياق أنه لم يفعل أكثر من ارتجال أحلام يقظة سيمفونية على البيانو. في هذه الفترة كان مهتم أكثر بعزف البيانو عن التأليف، أحيانا يمارس لسبع ساعات في اليوم، وفي فبراير 1830 أمام الجمهور وهو الظهور الوحيد في هايدلبرج - وعزف عمله المفضل القديم لموشيليس «تنويعات على مارش الاسكندر» وحقق نجاحا كبيرا ادى لتلقيه دعوات للعزف في مانهايم ومينز لكنه رفضها - ذلك الشتاء أيضا قضى حياة اجتماعية كاملة يحضر عدد من حفلات الرقص والحفلات التنكرية.

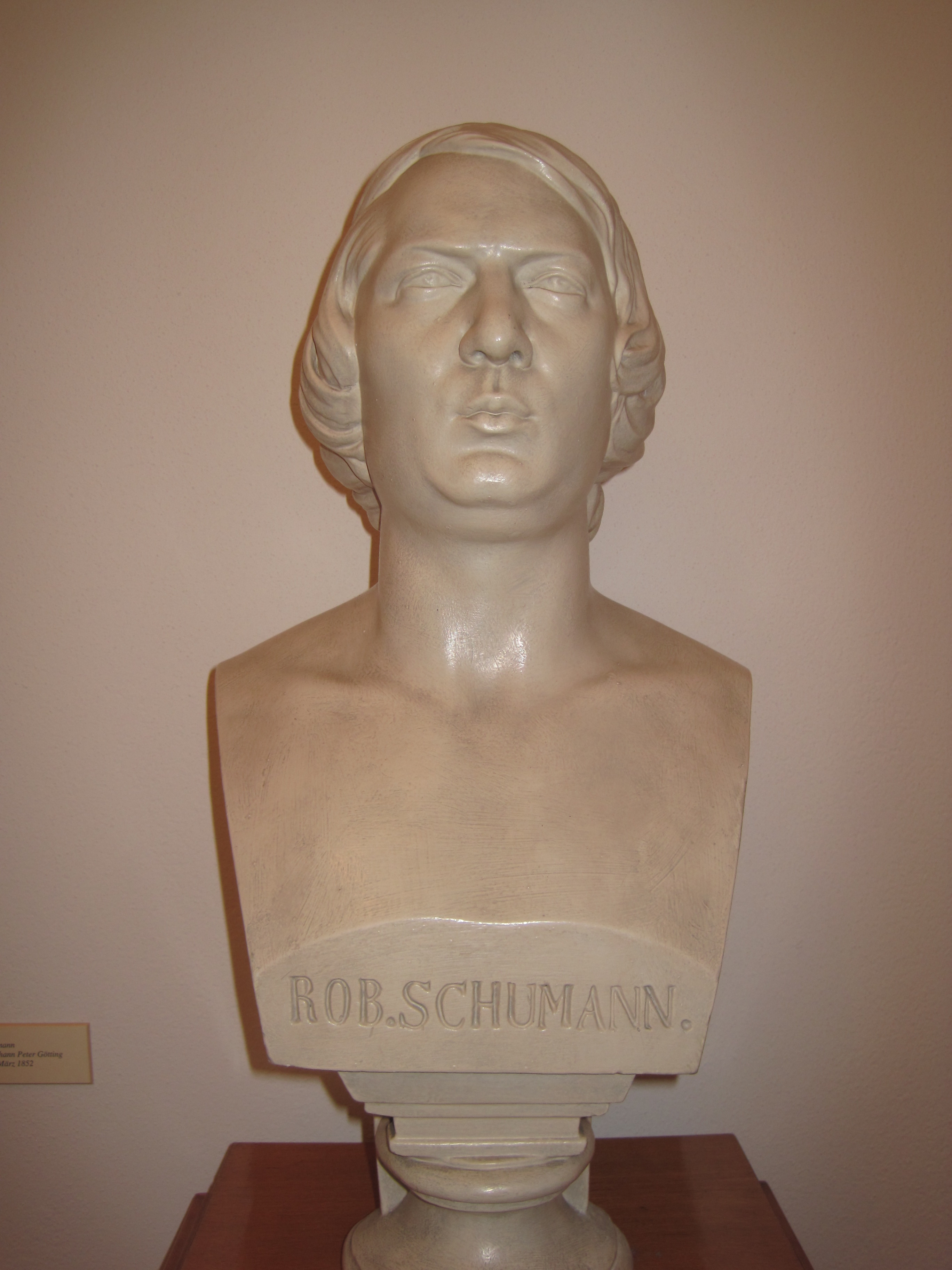
تمثال نصفي لروبرت شومان في متحف زفتسكاو

وفي عيد الفصح يوم الأحد 1830 سمع شومان بجانيني يعزف في فرانكفورت، وانبهر بشدة رغم الشكوك التي تحوم حول المثل العليا الفنية لبجانيني. والعام الذي قضاه في هايدلبرج انقضى الآن وكان مقرر له أن يعود إلى لايبزغ ليكمل دراساته القانونية، لكن الوصية عليه سمحت له براحة لمدة فصل دارسي. قضى الصيف أساسا في التأليف، في أبريل كتب شومان أو ربما فقط اكمل مجموعة فالسات للبيانو، تحت التأثير الواضح لفالسات شوبرت وفي مايو دراسية خيالية في مقام ري التي لاحقا صارت توكاتا وبعد لمراجعة ونقلها لمقام دو في يوليو 1832 نشرت كمصنف رقم 7. وفي ينوين كتب مقطوعة للبيانو بعنوان papillote اعتمد على أغنيته "في الخريف"، الذي استخدمها لاحقا كالحركة الثالثة لسوناتا مصنف رقم 22. لاحقا واصل العمل في كونشرتو في مقام مي للبيانو والأوركسترا منها جزء أو ربما مجموعة مستقلة للتنويعات في نفس المقام على خطوط لعمل موشيليز "ألكسندر" وهو تنويعات للبيانو والأوركسترا اكتمل في أغسطس للبيانو دون أوركسترا ونشر في نوفمبر 1831 مصنف رقم 1 المحدد "تنويعات على لحن أبيج للبيانو فورتي" وأبيج اسم الفتاة تعرف عليها واللحن "فالس أبيج، يرجع تاريخه إلى فبراير 1830. في الوقت نفسه كان يكتب "تنويعات أبيج" كان شومان يحاول باستماتة إقناع والدته بالسماح له بالتخلي عن دراسة الحقوق واتخاذ الموسيقى كمهنة. بناء على طلبه نشدت والدته في 7 أغسطس من فريدريش فيك، الذي أجاب بعد يومين أن روبرت مع موهبته وخياله يمكن خلال ثلاثة أعوام أن يصبح واحدا من أفضل عازفي البيانو الأحياء بشرط أن يعمل بجد واستقرار عند اكتساب التكنيك. ولم يخفي فيك شكه بثبات شخصية شومان وامتلاكه القرار ليس فقط للعمل في آليات عزف البيانو لكن لدراسة "النظرية الجافة الباردة" وكذلك لعامين مع قائد الجوقة في مدرسة توماس سي تي فينليج، انتهى بنصحه لفراو شومان بالسماح لابنها فترة اختبار ستة أشهر، وافق شومان بحماس على الشرط (22 أغسطس). وفي 24 أغسطس ودع هايدلبرج، وذهب في رحلة إلى الراين تبعد تقربيا مثل الحدود الهولندية وفي أكتوبر استقر في لايبزغ مرة ثانية.

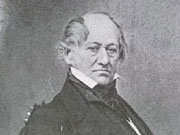
فريدريك فيك

في 20 أكتوبر ذهب ليقيم في منزل فيك. وعوده بالإصلاح من أسلوب حياته خاصة في مسائل التدخين للسيجار والإفراط في الشراب ما زال يبدو لم يحققها فرسائله إلى زفتسكاو استمرت في تسجيل حالة إفلاسه بسبب إفراطه في صرف معاشه. كان يحلم بتأليف أوبرا عن هاملت وواصل دراسة البيانو مع فيك لكن فيك كان يبدو أكثر اهتماما بتكوين موهبة طفلته كلارا فكان غائبا معها في جولة حفلات من كريسماس 1830 حتى نهاية يناير 1831، وتوقع غياب أطول من سبتمبر 1831 فصاعدا أجبر شومان على البحث في مكان اخر تباعا في 20 أغسطس 1831 كتب لهامل يطلب منه قبوله كطالب دون نجاح، لكن ما زال يتعلق بالفكرة في مايو العام المقبل. الرسالة لهامل تدل على عدم رضاه عن تدريس فيك ومذكراته للصيف غالبا ما تعكس تقلبه العميق بشأن عزفه وكذلك عدم اتفاقه مع آراء فيك عن الموسيقى، لم ينتج شيء عن الدراسة المقترحة للنظرية مع فينليك فقط في يونيو 1831 أخيرا اتصل بهاينرش دورن، الذي كان يعمل وقتها قائد اوركسترا في مسرح لايبزغ في 12 يوليو بدأ يدرس له الباص العميق (وفقا لرواية دورن إلى فاسليفكس بعد 25 سنة، أول تمرين لشومان كورال من أربعة أجزاء، كان «نموذج من كتابة جزئية لتحدي القواعد». أثناء ذلك وجد شومان مثال موسيقى جديد شوبان. كان مأسور تماما بأعماله في مصنف رقم 2 التنويعات التي حاول دون جدوى إجادتها وفي 2 مايو قرر أن يكتب عنها.
في 8 يونيو كتب بعض القصائد وسجل في مذكراته قراره بإعطاء أسماء أكثر جاذبيته لاصدقائه حيث أنه استخدم لهم أسماء مستعارة. بعد خمسة أيام خطرت له فكرة استخدامهم كشخصيات في رواية حيث تكهر شخصية فلورستان للمرة الأولى وبجانيني باسم مستعار كان له دور رائد. في 1 يوليو "تدخل شخصيات جديدة تماما في مذكراتي – اثنان من أفضل اصدقائي – فلورستان ويوسيباس" لكن لم يصبح فلوستنان قبل 13 أكتوبر "أفضل صديق لي في الواقع هو شخصيتي الحقيقية في القصة" في حين يوسيباس وباقي الشخصيات غيروا ادوارهم ومن اشخاص حقيقية صاروا شخصيات خيالية". ظهرت شخصيات فلورستان ويوسيباس في مقال شوبان الذي ارسله للمجلة الألمانية للموسيقى في 27 سبتمبر لكن لم يظهر قبل 7 ديسمبر.
أكثر عمل موسيقي طموح لشومان سنة 1831 كان سوناتا في مقام سي الصغير التي نشر حركتها الأولى لاحقا كمصنف رقم 8، في 4 يناير اكمل مجموعة تنويعات على لحن اصلي لكلارا وفي الوقت نفسه مجموعة مقطوعات للبيانو مكونة جزئيا من فالسات من العام السابق جزئيا من نسخ مراجعة لبولينيز لعازفين بيانو سنة 1828 جزئيا من أعمال جديدة وضع لها اسم «الفراشات» ورافقها مع احداث في الحفل التنكري في رواية لجان بول نشرها كستنر في أبريل كمصنف رقم 2.

### 1832 - 1840

#### 1832 – 1834

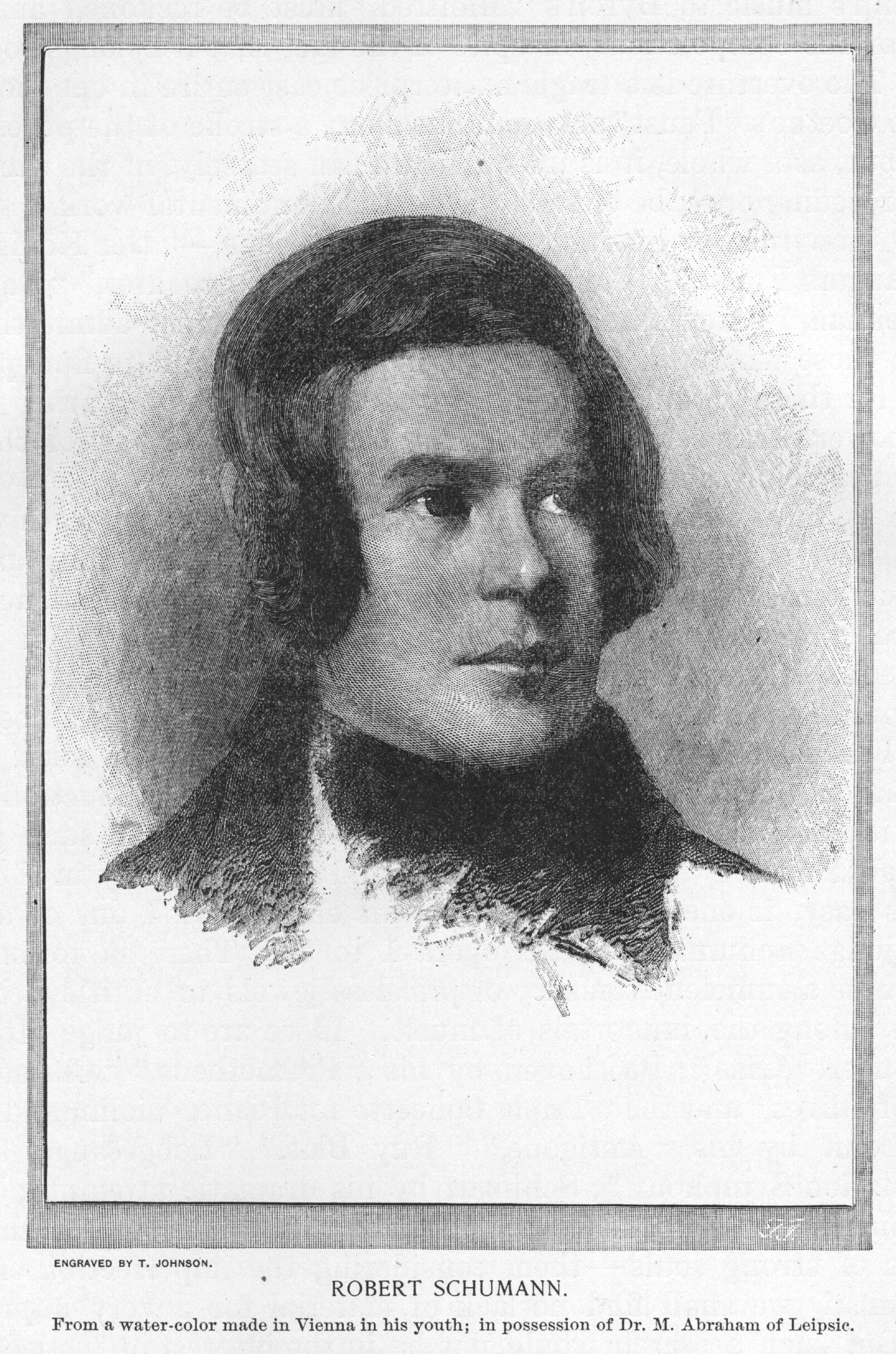
روبرت شومان في شبابه

في أبريل 1832 رفض هاينرش دون اكمال الدروس في الباص والكونترابنط وترك لشومان مواصلة دراساته بمساعدة كتاب ماربريج النظرية وكتاب «الكلافيير المعدل» لباخ كنماذج عملية. آل فيك عادوا في بداية مايو لكن شومان لم يرجع لمقره القديم في منزلهم الذي تركه حين رحلوا ولم يكمل دروس البيانو. في هذا الوقت بدأ يعاني مشكلة خطيرة في أصابعه يذكر انها بسبب استخدام اداة ميكانيكية كمساعدة في عزف البيانو وانها تسببت في اعاقة أحد اصابعه. حيث وضعت نهاية لاماله في امتهان عزف البيانو كعازف ماهر، لكن ضعف اصبع الإبهام والوسط من اليد اليمنى كانت ضعيفة قبل استخدام هذه الاداة وقد يكون هذا سبب لتسمم بالزئبق بسبب علاج مرض الزهري.
أعمال الربيع والصيف لسنة 1832 تشمل «تمرين خيالي» مصنف رقم 5 اهداه لكونتز احيانا نخلط بينه وبين «دراسة خيالية مصنف رقم 6» (توكاتا مصنف رقم 7) اكمل مها النسخة الثانية في نفس الوقت في يوليو، نسخ البيانو لستة من نزوات بجانيني للكمان دون مصاحبة مجموعة «مقطوعات خيالية» أو انترمتزو للبيانو في الغالب اجزاء تجسد الأعمال السابقة رابسودية خيالية للبيانوفورتي مصنف رقم 4 التي اتسعت لاحقا لتكون الحركة الأولى من سوناتا البيانو في مقام فا دييز الصغير والانترمتزو في الحركة الثالثة من سوناتا البيانو مقام فا دييز الصغير. دراسات بجانيني والانترمتزو والتوكاتا نشرها هوفمايستر من لايبزغ. في أكتوبر شرع شومان في كتابة عمل أكثر طموحا، في يوليو وثق في مدرسه القديم كونتش نيته بدراسة «قراءة النوتة والتوزيع» وفي 2 نوفمبر لجأ لعازف الكمان جوتليب مور وقائد حفلات يوتيب بطلب «لتلقي دروس في لاتوزيع وأن أراجع معك حركة من سيمفونية كتبها تقريبا بالكامل وفقا لافكاري الخاصة دون ارشاد». بعد اسبوعين أو نحو هذا أخذ نوتة هذه الحركة في مقام صول صغير معه إلى زفتسكاو حيث قضى أربعة أشهر الشتاء. كلارا فيك وووالدها قدما حفل هنا وعرضت الحركة في نفس المناسبة، نتيجة هذا اعاد شومان كليا كتابتها وعزفت النسخة المراجعة في شنيبرج في فبراير 1833 حين شارك البرنامج مع السيمفونية السابعة لبيتهوفن التي كان لها تأثير واضح على الحركة الثانية لعمله.
في مارس 1833 عاد شومان إلى لايبزغ حيث شغل شقة جديدة في ريدلز جارتن وفي 29 أبريل تم عرض الحركة الأولى من السيمفونية في مقام صول صغير في «الحفل الكبير» لكلارا فيك في دار الاوبرا. حسب روايته حققت نجاح مع ذلك في مايو تخلى عن السيمفونية لكن ليس بشكل تام. بعض المادة من الخاتمة في صورة الفوجة جسدت في الجزء الاخير من عمل جديد الذي وزعه اصلا رغم بقاءه فقط كعمل بيانو، مجموعة ما يقال عنه «ارتجالات» (تنويعات حرة) على لحن لرومانس مصنف رقم 3 لكلارا شومان، عرض هذا على كيستنز كمجموعة ثانية من عمل «الفراشات» لكنه رفضه ونشر على حساب المؤلف من شركة أخويه في شنبرج في أغسطس. في يونيو كتب الحركات الأولى والثالثة من سوناتا البيانو في مقام صول الصغير مصنف رقم 22 وفي يوليو اكمل مجمعة ثانية من نصوص لبجانيني نشرت كمصنف رقم 10. أيضا في يونيو بدأ شومان وفيك وعدد من اصدقائهم يفكرون بجدية في التفكير في رغبة تاسيس مجلة شهرية موسيقية جديدة. اعدوا مسودة ومفاوضات مع هوفميستر لنشرها في اواخر أكتوبر. من يوليو حتى الخريف عانى شومان من الحمى وفي أكتوبر حزن بشدة على وفاة زوجة اخيه روزالي وفي ليلة 17 حاول أو فكر في الانتحار بالقاء نفسه من النافذة من الطابق الرابع؛ شعر بالرعب للابد من الطوابق العليا وفي الحال انتقل إلى شقة في الطابق الأول من نفس المنزل. صدمة أخرى حدثت بوفاة اخيه جولياس في 18 نوفمبر. ربما نتيجة حالته الذهنية تسجل مذكراته هوسه من الخوف بالإصابة بالجنون – عجز عن اكمال العملين اللذين انشغل فيهما «من عيد القديس مايكل حتى الكريسماس»: «تنويعات على لحن لشوبرت مصنف رقم 9 عمل رقم 2» واليجريتو من لسيمفونية السابعة لبيتهوفن الذي نشر منه أحد التنويعات بعد سنوات كمصنف رقم 124 عمل رقم 2. وكون صداقة جديدة في ديسمبر مع المؤلف البالغ 23 سنة لودفيج شونكه الذي تشارك معه شقته الجديدة، ساهمت الكثير في انقاذ شومان من الاكتئاب. شونكه بدوره عرفه في يناير على زوجين محبين للموسيقى هما كارل وهنرييت فوجت واهدى شومان لهنرييت تنويعات شوبرت.
في خطاباته في مارس 1834 ذكر شومان عدة مرات «3 سوناتات» كانت هذه في مصنف فا دييز صغير وفي صول صغير وفي فا الصغير التي تختلف تماما عما نشر لاحقا كمصنف رقم 14. واصل العمل بشكل متقطع في سوناتا من مقام فا صغير لم يكملها قط حتى فبراير 1837 ولم يكن يكمل رفيقاتها عام 1834. من مارس فصاعدا استغرق وقت شومان تقريبا كليا في شئون تخص المجلة الجديدة. وجد ناشر يدعى هارتمان وافق على نشرها وصدر العدد الأول من مجلة الموسيقى الجديدة التي كانت تصدر مرتين اسبوعيا في 3 أبريل. في الحال أصبح هذا المجال الاساسي لنشاط شومان الأدبي الرئيسي – مقالات ظهرت في مجلات أخرى سابقا إلى جانب اسهام واحد له للمجلة – رغم اسهامه في مجلة ألمانية أخرى من عام 1840 حتى 1841. أول محرر اسمي للمجلة الجديدة كان يولياس نور لكن مرضه القى بكل العمل على عاتق شومان الذي تولى في نفس الوقت كتابة المقالات الموسيقية لمجلة أخرى.

#### إرنستين وكلارا
في 21 أبريل 1834 إرنستين فون فريكن البالغة 17 سنة بدأت تسكن مع آل فيك كطالبة بيانو. أحبها شومان بسرعة وأخبر والدتها أنه يود الزواج منها. فراو فوجت التي كانت امينة سرهما جعلتهما يلتقيان في منزلها. في 1 سبتمبر انزعج والدها من العلاج وأخذ إيرنستين بعيدا لكن قبل وصوله بيومين تمت خطبة الاثنين. عادت عائلة فريكن إلى رفتسكاو للمقابلة والدة شومان وأسرع شومان نفسه وراءهما ودارت مناقشة لكن غادرت عائلة فريكن في اليوم التالي دون إعلان الخطبة. بعد ذلك بأسبوع تصور شومان فكرة مجموعة مقطوعات بيانو اعتمدت على الحروف الموسيقية التي تماثل اسم مدينة آش سماها كارنفال ثم كتب تنويعات على لحن جنائزي في مقام دون دييز الصغير للبارون الذي كان عازف فلوت هاوي وتوسع من التنويعات لاحقا لتعرف عامة باسم دراسات سيمفونية مصنف رقم 13. تنويع آخر لسنة 1834 التي لا تحدد تاريخها على وجه الدقة لم تكتمل أبدا وكانت على لحن ليلية رقم 3 مصنف رقم 15 لشوبان.

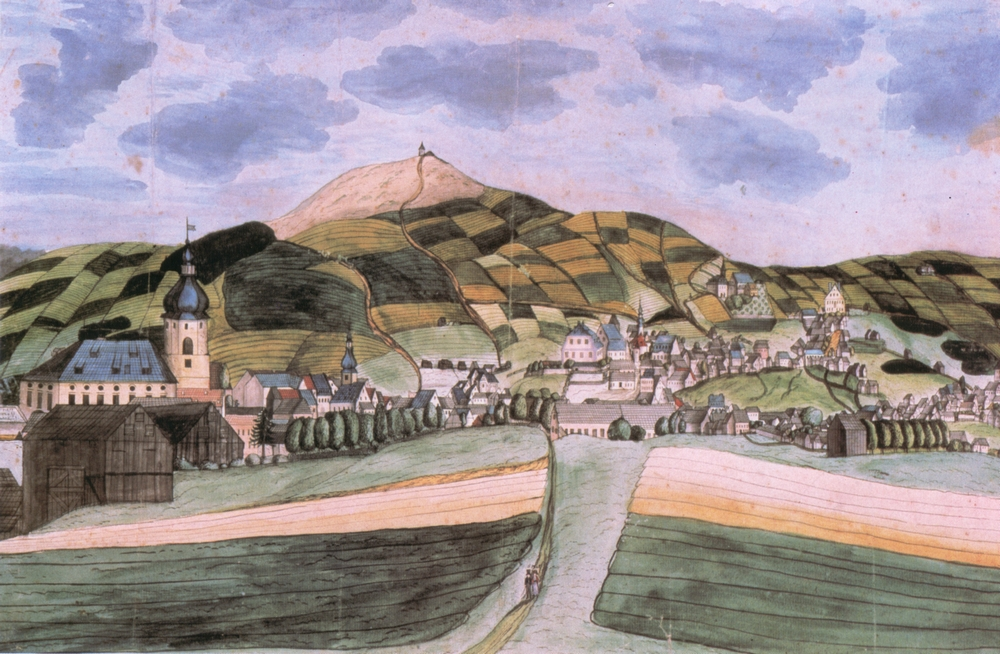
مدينة آش سنة 1825

اصديق الجديد شونكه كان يحتضر من السل وكان آل فوجت يهتمون به لكن شومان لم يحتمل المنظر فرهب لزفتسكاو حيث كان يكتب ختام للتنويعات حيث بدأ مثل تنويع رقم 1 حيث المارش الجنائزي أصبح موكب نصر. في 4 ديسمبر زار شومان آش رغم أنه لم يعرف حقيقة والد إرنستين التي كانت ابنة غير شرعية لأحد البارونات. في 13 ديسمبر تبناها فريكن كابنة له.
في 15 ديسمبر استدعى شومان من زفتسكاو إلى لايبزغ للتفاوض بشأن تغير في الناشر لمجلة الموسيى الجديدة. هو ومجمعته شعروا بعدم الرضا عن هارتمان ومن العدد الأول لسنة 1835 أصدر المجلة جي أي بارث حيث أصبح شومان المحرر والمالك الاساسي إن لم يكن الوحيد. في أبريل 1835 عادت كلارا فيك التي كان عمرها الآن 15 سنة إلى لايبزغ بعد جولة حفلات دامت منذ نوفمبر السابق وحتى نهاية يوليو حين سافرت للقيام بجولة حفلات كان شومان معها يوميا وأصبح موقفه يتسم بالبرود تجاه إرنستين وفي أغسطس حين اكتشف حقيقة ميلادها بدا يحاول التراجع عن خطبتها. في 20 أكتوبر نشر أول مقال عن شخصية يوسيباس وفي 1836 في أول يناير انفصل عن إرنستين رسميا.

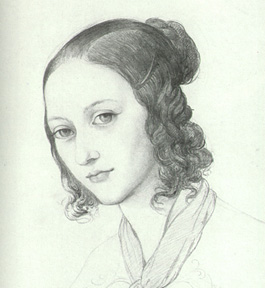
كلارا شومان في سن 16

لا نعرف الكثير عن أعمال شومان أو حياته عامة خلال 1835 لكن السوناتا في مقام فا دييز الصغير اكتملت بنهاية أغسطس وفي أكتوبر كتب معظم الخاتمة الأصلية من سوناتا صول صغير في أغسطس مندلسون زار لايبزغ واستقر بشكل دائم في نهاية سبتمبر كمدير دار أوبرا جويندهاوس وهو حدث تسبب في ثورة في الحياة الموسيقية للمدينة ومنح شومان صديقا جديدا. في بداية أكتوبر أيضا قابل اثنين آخرين من أصدقائه الأعزاء في منزل فيكوهما شوبان وموشيليس من ذلك العام أيضا يرجع مقال طويل لشومان عن برليوز والسيمفونية الخيالية.
في منتصف يناير 1836 اصطحب فيك كلارا لدرسدن على الأرجح لإبعادها عن شومان لكن شومان استدعي إلى زفتسكاو بسبب وفاة والدته في 4 فبراير واستغل الغياب المؤقت لفيك فتمكن من رؤية كلارا بين 7 و11 فبراير. عندما علم فيك بهذا لدى عودته غضب من كلارا وكتب لشومان ليفسخ معه كل العلاقات وقد يكون شك أن شومان انتقلت له عدوى الزهري.
حين عاد الأب وابنته أخيرا إلى لايبزغ في 8 أبريل أجبر الاحباء على تجنب رؤية بعض، أطاعت كلارا والدها كليا وحتى مالت إلى كارل برانك الذي عينه فيك ليعطيها دروس في الغناء وحل محل شومان كمدرس في التأليف الموسيقي.
في 8 يونيو نشرت السوناتا في مقام فا دييز الصغير مصنف رقم 11 التي أهداها لكلارا، وأرسل شومان إليها نسخة وأجابت بعد أن أرغمها والدتها بإعادة كل رسائله وطلبت منه رسائلها. في 5 يونيو أكمل سوناتا أخرى في مقام فا الصغير مصنف رقم 14 التي كانت في الأصل تتكون من خمس حركات التي نشرها لاحقا في نفس السنة هاسلنجر من فيينا دون حركتي الاسكرتزو وبعنوان «كونسير بلا أوركسترا» – في نفس الشهر وضع مسودة لسوناتا بيانو أخرى في مقام دو كانت تعبر عن استسلامه اليائس رغم أن العمل كان مقصود منه إسهام في تخليد ذكرى بيتهوفن في بون، أكمله عمليا في بداية ديسمبر وراجع العمل قبل نشره بعنوان فانتازيا مصنف رقم 17 في أبريل 1839.
في اوائل أغسطس 1836 كان شومان «يفكر في خماسية للوتريات ودويتو للبيانو» لكن لم يحقق شيء من هذا المشروع. ثم يبدو أن زيارة أخرى من شوبان في 12 ديسمبر أعادته إلى «الدراسات السيمفونية» أثناء الأسبوع التالي قضى «كوال يوم 18 سبتمبر على البيانو» يؤلف «الدراسات بتذوق وإثارة». الخاتمة الحالية لابد أنه كتبها لاحقا، لطالب مندلسون سترنديل بينيت، الذي لم يصل إلى لايبزغ حتى 29 أكتوبر. أول زيارة قام بها بينيت إلى لايبزغ كون فيها صداقة دافئة مع شومان دامت حتى يونيو من العام التالي.

#### 1837 - 1838
في أول أسبوعين من سنة 1837 يبدو أن شومان استسلم لخسارة كلارا فكان يعيش بهدوء يقرا رويات «أيفانهو» وماكبث وينسخ فن الفوجة لباخ ويدرس الموسيقى الأقدم ويعمل في كتابة خاتمة سوناتا في مقام فا صغير لم يكلمها قط، ويفكر في سمفونية في مقام مي بيمول. لكن في مارس تحول هذا المزاج إلى يأس حاول دفنه في الشراب والشغب حتى أن صاحبة المنزل هددت بطرده. في 3 مايو عادت كلارا فيك إلى لايبزغ بعد جولة حفلات. في هذه الفترة اختلط حب شومان لكلارا بالكره وسواء ام لا كانت فكرة الانتقام منها لاحقا قال أنه فكر في الزواج من واحدة أخرى لا نعرف اسمها. من يونيو حتى يوليو كان في صحبة دائمة مع عازفة البيانو الاسكتلندية روبينا ليدلو التي أهدى لها الفانتزي شتوك مصنف رقم 12 معظمها كتبه في 22 مايو إلى 4 يوليو.
ثم اتخذت كلارا خطوة نحو الصلح. خلال صديقتهم المشتركة بيكر طلبت من شومان أن يعيد لها رسائلها وفي نفس اليوم عزفت 3 من الدراسات السيمفونية وبعد ذلك وعدت نفسها له. ليس حتى 8 أو 9 سبتمبر تقابلا وكتب شومان لوالدها يطلب يدها. في العدة أشهر القليلة يبدو أن فيك كان يتهرب منه ببرود وسخرية وأخذ كلارا بعيدا في أكتوبر في جولة موسيقية مدتها 7 أشهر. خلال هذه الفترة تراسل الأحباء لكن رسائل كلارا لم تعز شومان لأنها قررت عدم الزواج به إلا حين يستقر وضعه المالي وكان يفكر في الانتحار.

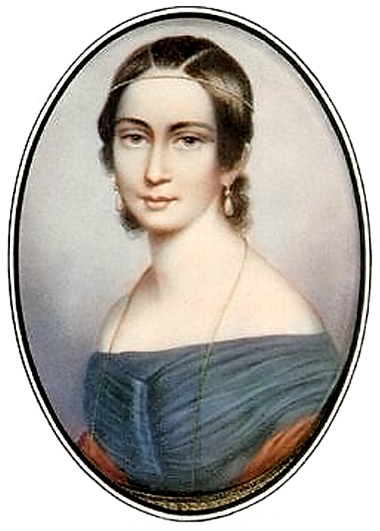
كلارا فيك عام 1838

أول أعمال شومان بعد الصلح كانت «رقصة رابطة داوود» التي نشرها على حسابه في العام التالي. في أكتوبر ونوفمبر كان يعمل بجد في كتابة فوجة لكن أول أعماله سنة 1838 توضح أثر هذا الانشغال، كتب في مارس الفانتازيا في مقام دو الكبير مصنف رقم 17 وفي أبريل كرايسلرينا. في 14 مايو عاد آل فيك إلى لايبزغ وقبل وقت طويل كان قرب كلارا له أثر سلبي على عمله. من جهة أخرى حين ذهبت كلارا لدرسدن لشهر في يوليو كان أمامه أيام وليالي من الاكتئاب مخيف وتذكر مذكراته انه أحد الليالي لم يعد يتحمل هذا أكثر. كانوا يفكرون في الاستقرار معا في فيينا حيث تمتعت كلارا بالفعل بسمعة جيدة واقنع هاسلنجر هناك لنشر المجلة الجديدة، من اجل معرفة المكانة التي شغلها شومان في الشتاء في العاصمة النمساوية حيث ترك لايبزغ في 27 سبتمبر وسافر عبر درسدن وبراج. الاتجاه لرئيس التحرير في المجلة الجديدة ترك في أيدي أوزوالد لورنز.
في فيينا شغل شومان غرفة في الطابق الأول من أحد الشقق. هناك في ديسمبر كتب الحركة الاخيرة من سوناتا البيانو في مقام صول صغير، الاسكرتزو والجيجة والرومانس مصنف رقم 32، المقطوعة الصغيرة لكلارا بعد ذلك نشرت بلا عنوان كمصنف رقم 99 عمل رقم 1، وأرابيسك مصنف رقم 18، في يناير 1839 كتب الحركة الأولى من كونشرتو البيانو مقام ري الصغير، وفي مارس بداية «سوناتا رومانسية كبيرة».

#### نحو الزواج
بعيدا عن العمل الابداعي كان بداية سنة 1839 زيارة لشقيق شوبرت، كشف شومان عن عدد من مسودات شوبرت ومنها السيمفونية العظيمة في مقام دو الكبير. لكن آمال شومان في فيينا تحطمت واحد تلو الآخر، راى من المستحيل نشر المجلة الجديدة هناك، وفي مارس تلقى اخبار عن مرض اخيه إدوارد الخطير. عاد بسرعة إلى لايبزغ وبعد وفاة اخيه واجه ازمة مالية في شئون العائلة، لبعض الوقت فكر في التخلي المؤقت عن مشواره الفني كمؤلف ليتولى إدارة مشروع الاسرة للنشر وبيع الكتب. علم في الحال ان غير ضروري وانزعج من موقف كلارا التي اصرت على ان الامان المالي مهم للزواج. الانسجام بين الاحباء عاد في منتصف مايو وبعد محاولة أخرى من فيك لفسخ الخطبة وقعت كلارا في 15 مايو على التصريح النهائي الذي ادى لاجراء قانوني لاستبعاد موافقة والدها. في 30 يونيو وضع شومان القضية في ايدي محامي. فكر شومان في الزواج في باريس، وفي يوليو زار برلين ليطلب مساعدة والدة كلارا التي كانت متزوجة الآن من أدولف بارجيل.
سير الإجراءات القانونية أجبر كلارا على العودة من باريس. قابلها شومان في ألتنبرج، وقضيا وقتا سعيدا مع أقاربه وقضت بعض الوقت وحدها في زفتساكاو، بعد ذلك تبعته إلى لايبزغ حيث مكثت مع فريز. وصلت والدتها اليوم التالي وفقا لأمر المحكمة حاول رئيس الشمامشة فيشار مرتين ان يصدر تحكيم لكن أول مرة لم يظهر فيك على الإطلاق والمرة الثانية كان الاوان قد فات. في سبتمبر والدة كلارا اخذتها بعيدا إلى برلين. بعد عشرة أيام تبعها شومان هناك وبعد ذلك اعادها فيك إلى لايبزغ حيث مكثت مع اقارب والدتها. حوارات كلارا مع والدها لم تنجح حيث فرض شروطا مالية مستحيلة كثمن موافقته على الزواج: من جهة أخرى التضحية له بشكل ارباح كلارا اثناء اخر سبع سنوات، من جهة أخرى تسوية لتحصل على ثلثي رأسمال شومان. في 2 أكتوبر جاءت القضية امام محكمة الاستئناف لكن فيك لم يظهر متحججا ان الامر السابق للتحكيم لم ينفذ بعد. نتيجة هذه المراوغة كانت تاجيل اخر حتى منتصف ديسمبر. اليوم التالي عادت كلارا لبرلين.

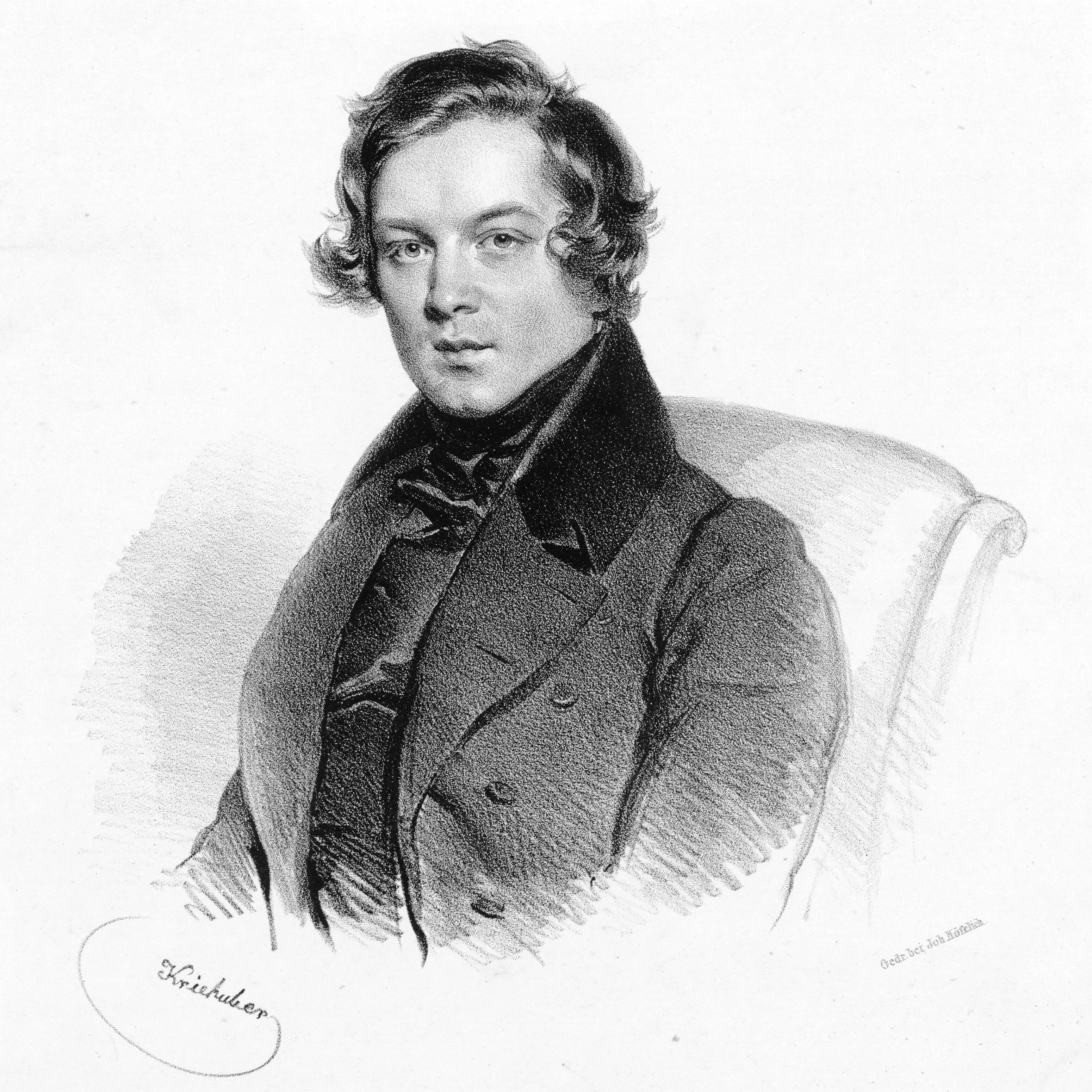
روبرت شومان، نقش حجري لجوزيف كريهوبر عام 1839.

كانت هذه أكثر مرحلة مؤلمة للاحباء، فضائح ومضايقات فيك – الآن موجهة ضد كلارا نفسها مثل شومان – وصلت لبعد جديد. الصحة النفسية لشومان بدات تتدهور في سبتمبر وساءت الامور اثناء الشهرين التاليين، وفاة صديقته القديمة هنرييت فوجت في أكتوبر كانت سبب آخر للاكتئاب. حقيقي أنه في إحدى الرسائل لكلارا تحدث عن بداية تاليف 50 عمل لكن أثار أكثر لافتقاره الكامل للأفكار وعدم القدرة على التأليف بعد الآن. حقا النصف الثاني من عام 1839 كان خالي من التأليف الإبداعي. في يونيو بدأ شومان رباعيتين وتريتين، وفي يوليو بدأ رباعية ثالثة لكن لم يتحقق شيء من هذا، فوجة صغيرة رابعة في مقام صول صغير مصنف رقم 32 يرجع لنفس الفترة. في أكتوبر ابلغ كلارا أنه عانى لثمانية أيام لكتابة مقدمة وفوجة. فقط قرب رجوع كلارا لجلسة المحكة التالية هو ما شجعه على النشاط وكتب مجموعة من 3 رومانس مصنف رقم 28.
في 18 ديسمبر ظهرت كل الأطراف أمام محكمة الاستئناف ولذا فقد فيك التحكم في نفسه حتى أنه اسكته رئيس المحكمة. حفظ الحكم حتى 4 يناير 1840 وخلال فترة الانتظار قضى الاحباء الكريسماس معا في برلين. القرار لم يكن مؤيد، تجاهلت المحكمة كل اعتراضات فيك إلا واحد – وهو تهمة أن شومان يشرب كثيرا. عاد فيك للهجوم القانوني ووزع نسخ من التهم الاصلية لاصدقاء كلارا وشومان على الاتهام القانوني الجديد في 13 فبراير لكنه تلقى مشورة بعدم اتخاذ خطوة ضد التشهير. في مارس علم الاطراف ان محكمة الاستئناف العليا اكدت الحكم في يناير، عبء إثبات تهمة الشراب وقع على فيك. وخطرت فكر الحصول على الدكتوراه لشومان لدعم موقفه وعلم ان الجامعة مستعدة لمنحه دكتوراه في الفلسفة دون بحث أو امتحان اعترافا بانجازاته كمؤلف وكاتب ومحرر. سيرته الذاتية ارسلت في 17 فبراير وحصل على الدبلومة بعد 11 يوم.

### 1840 - 1844

#### سنة الأغنية
موجة شومان للطاقة الابداعية العظيمة فازت بدافع قوة اثناء يناير بدأ «سوناتينا صغيرة في مقام سي بيمول». الأهم من ذلك بعد 12 عام عاد لكتابة الاغاني. أول اغاني 1840 كانت «اغاني الاحمق» من مسرحية «اليلة الثانية عشر» لشكسبير رقم 5 مصنف 127. في رسالة أخبر شومان كلارا عن تأليف «6 كتب من الأغاني والبالاد لأربعة أصوات». تباطأت الاغاني في مارس حيث كتب أوبرا Doge und Dogaressa مقتبسة عن قصة لهوفمان، شومان نفسه وضع الليبريتو وتخلى عن المشروع في مايو. اثناء مارس زار ليست لايبزغ وتعرف على ليست. اثناء هذا زارت كلارا لايبزغ ثانية وقضى الاثنان اسبوعين معا في سعادة في برلين حيث كتب مجموعة اغاني إخدندورف بعنوان Liederkreis متبوعة بمجموعة هاين وهي 20 أغنية. في 5 يونيو جاءت كلارا إلى لايبزغ وتوقف عن كتابة الاغاني.
في يوليو عرف الاحباء ان فيك فشل في تقديم دليل على ثمله المعتاد. في الحال بدءوا في البحث عن مسكن ووجدوا شقة صغيرة. الموافقة القانونية على الزواج منحت في أغسطس. في 12 سبتمبر تزوج كلارا وروبرت في كنيسة قرية شونفيلد قرب لايبزغ. أول عمل بعد الزواج كان الدويتو «لو كنت طائرا صغيرا» رقم 1 مصنف رقم 43 الذي ادمج لاحقا في اوبرا جينوفيفا. لكن الدافع لكتابة الاغاني ما زال سائد. في عام 1840 كتب اغاني متفرقة جمعها في المجلد الأول كمصنف رقم 27 وأول ثلاثة مجلدات من الرومانس والبالاد مصنف رقم 45 -49 و53. انتهت مرحلة الاغاني العظيمة بمصنف رقم 37 لشعر كتبه روكرت اسهمت فيه كلارا بثلاثة ارقام 2 و4 و11 بدءوا في يناير 1841 لكن لم يكملها حتى أغسطس. في الأشهر في وسط هذا اتجه شومان لمجال مختلف جدا.

#### الموسيقى الأوركسترالية

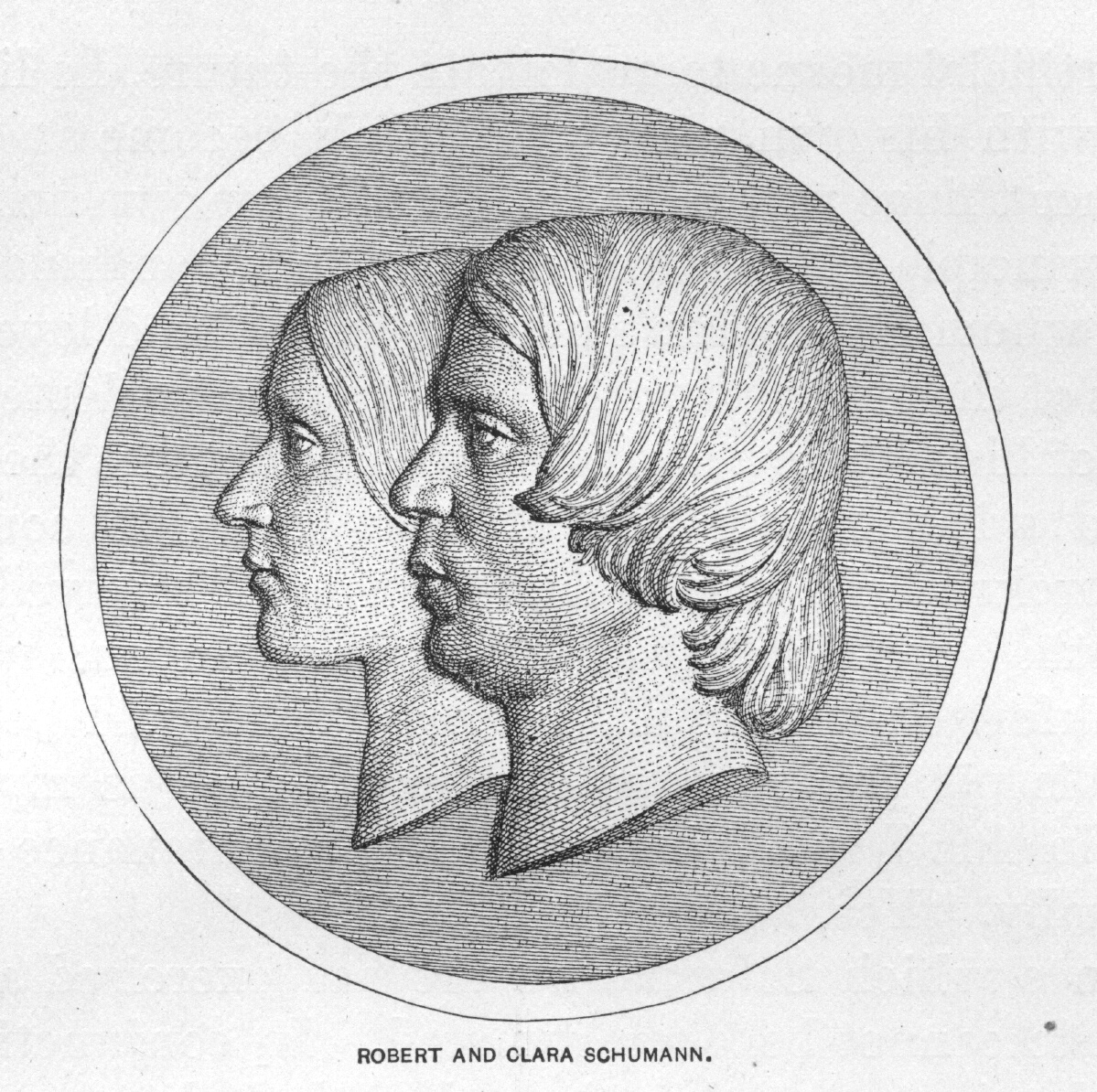
بروفايل لشومان وكلارا

من 23 حتى 26 يناير 1841 كتب شومان مسودة سيمفونية في مقام سي بيمول مصنف 38 مقترحة من قصيدة لادولف بوتجر كان عنوانها في الاصل «سيمفونية الربيع». التوزيع استغرق من 27 يناير حتى 20 فبراير، قام مندلسون بالبروفة في مارس وقاد العمل بعد ثلاثة أيام في دار اوبرا لايبزغ في حفل قدمته كلارا نيابة عن معاش الاوركسترا. لاقى العمل استقبالا جيدا لكن ليس بدرجة الحماس التي تصورها آل شومان. لكن شومان شعر بالتشجيع لمواصلة «كل أنواع الخطط الاوركسترالية الأخرى» وكان العمل التالي افتتاحية في مقام مي الذي بدئه في 11 أبريل واكمل العمل بعد خمسة أيام ثم كتب «اسكرتزو للافتتاحية» وخاتمة في مقام مي، كل «المتتالية» اكمله في 8 مايو، شومان تحدث بعد ذلك بقليل عن هذا بالسيمفونية لكن حين عرض أول مرة مع السيمفونية مقام ري الصغير في 6 ديسمبر من نفس العام، وصف العمل بانه افتتاحية واسكرتزو وخاتمة. بعد ذلك في أكثر من اسبوع بقليل جاء فانتازي في مقام لا الصغير للبيانو والاوركسترا الذي اكتمل في 20 مايو التي حاولتها كلارا في بروفة في دار جوانداوس في 13 أغسطس كانت هذه المقطوعة التي نعرفها الآن كالحركة الأولى من كونشرتو البيانو. بعد اسبوعين في 1 سبتمبر انجبت أول أبنائها الثمانية ماري. بعد عشرة أيام من اكمال الفانتازي بدأ شومان سيمفونيته الثانية في مقام ري الصغير وفي نفس الوقت راجع السيمفونية الأولى.
هذه السيمفونية في مقام ري الصغير التي نعرفها الآن في شكل مختلف كرقم 4 اكتملت في شكلها النائي في 9 سبتمبر وخلال اسبوعين بدأ شومان في كتابة سيمفونية تالية لها، الحركة الأولى واسكرتزو من سيمفونية في مقام دو الصغير وضع له مسودة في 23 سبتمبر، الاداجيو والروندو في اليوم التالي وفي 26 اكمل الاسكتش عمليا. لكن لم يأتي المزيد، فقط الاسكرتزو نشر لاحقا كمقطوعة لليانو مصنف 99 عمل رقم 13. موجة النشاط السيمفوني استهلكت نفسها وما زالت المجلة الجديدة تستغرق وقت شومان وكانت افكاره تتجه في اتجاه جديد وهو الأوبرا. فكر في الموضوعات من كالديرون وتأثر بعمل توماس مور Paradise and the Peri. في 22 أغسطس كان يعمل نص الاوبرا الذي كان ليبريتو لاحقا هذا العام طلب مساعدة بوتجر وفي 6 يناير 1842 انهى النص رغم انه ليس الذي كتبه بعد عامين. العمل الكبير الآخر الوحيد لسنة 1841 كان لحن تراجيدي لهاين للكورس والاوركسترا خاصة الذي اكتمل في 8 نوفمبر لكن تركه في هذا الشكل واخيرا نشره لصوتين مع البيانو كمصنف رقم 64 عمل رقم 3.

#### موسيقى الحجرة

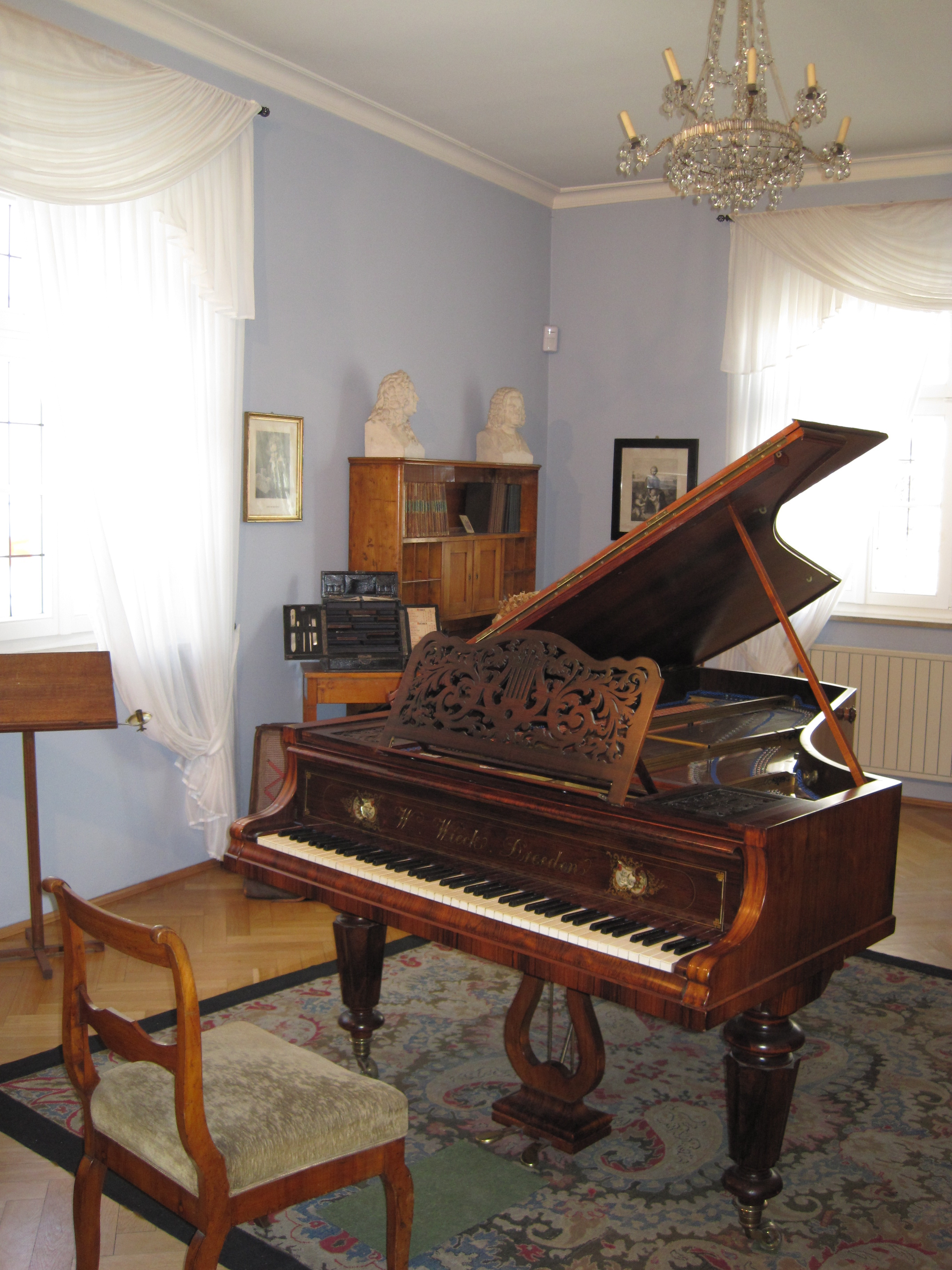
غرفة الموسيقى الخاصة بشومان

في نوفمبر 1841 تلقى آل شومان الدعوة لفايمار، كلارا لتعزف وروبرت ليحضر عرض السيمفونية في مقام سي بيمول والاغاني. في فبراير 1842 بدءا جولة مماثلة لبرمين وهامبرج خلالها عرف شومان جانب سلبي في دوره كظل لكلارا ولانه صعب الغياب عن إدارة تحرير المجلة الجديدة عاد وحده إلى لايبزغ في 12 مارس في حين واصلت كلارا الذهاب إلى كوبنهاغن لشهر. حزن شومان وفكر في كتابة رباعيات وترية فدرس رباعيات موتسارت وهايدن ثم بيتهوفن.
عودة كلارا في 26 أبريل احضرت مزاج اسعد وبعد يومين بدأ في كتابة رباعية وترية في مقام لا الصغر، في 11 بدأ رباعية ثانية قبل إكمال الأولى والرباعية الثالثة مصنف رقم 41 كتبها في يوليو. في الفاصل بين الرباعيات الثانية والثالثة اتجه شومان ضد صديقه القديم «بانك» في مقال. بعد عطلة قصيرة في كارلسباد وماريبنباد في أغسطس وبروفة ناجحة لثلاث رباعيات في سبتمبر بدأ شومان في خماسية للبيانو ورغم الأرق بدأ رباعية للبيانو في أكتوبر واكملها بعد شهر. الإنتاج الاخير لهذه الفترة للانشغال بموسيقى الحجرة كان ثلاثية للبيانو في مقام لا الصغير التي اكملها في ديسمبر عام 1842 وأندانتي وتنويعات لآلتي بيانو وألتي تشيللو وهورن اكمها في نهاية يناير 1843. لم يرض عن ايهما في شكله الأصلي لكن بعد 7 سنوات تحولت الثلاثية لمادة للفانتازي شتوك مصنف رقم 88 واعاد توزيع التنويعات للبيانو فقط في أغسطس ونشرت كمصنف رقم 46 في فبراير 1844.

#### الموسيقى الكورالية
كان شهر فبراير 1843 تميز اساسا بقدر كبير من التعامل مع برليوز الذي زار لايبزغ مرتين في ذلك الشهر ومن خلال زياردة كلارا للصلح مع والدها في دريسدن. في دسمبر لاتالي عامل فيك شومان بشكل محرج وتحققت حالة صعبة من السلم بينهما. في 22 و23 بدأ أيضا في كتابة لحن Paradise and the Peri ليس الآن كاوبرا لكن كأوراتوريو. اعد النص بنفسه من مسودة مترجمة عن عمل مور قام بها تيودور اولكرز. النوتة التي اعتبرها شومان الأهم حتى هذا الوقت، اكملها في 16 يونيو. اثناء تأليف العمل افتتح كونسرفتوار في 4 أبريل مع مندلسون كمديره وشومان كاحد الاساتذة حيث كان مسئول عن عزف البيانو والعزف بالنوتة. وفي 25 أبريل انجب ابنة ثانية سماها اليز. بعد اكمال الاوراتوريو لم يكتب شيئا باقي العام. الاوراتوريو بشكل خاص شغل افكاره. في 1 ديسمبر عاد البروفة الاوركسترالية الأولى لعمل مور عرضه الأول كمايسترو وفي 4 و11 العروض الفعلية هو نفسه شعر الرضا وجمهور لايبزغ كان متحمسا لكن واضح انه كان سلبي كمايسترو مثلما كان كمدرس في الكونسرفتوار.

فليكس مندلسون سنة 1846

قضى الخمسة أشهر الاولي لسنة 1844 في جولة حفلات لروسيا رغبت فيها كلارا طويلا وخاف منها زوجها طويلا لكن مندلسون اقنعه بالذهاب. ترك الأطفال مع الاقارب في شنيبرج بدأ آل شومان الجولة في 25 يناير حيث سافرا عبر كونيجسبرج وريجا وميتاو ودوربات حيث كانت كلارا تقدم حفلات في كل بلدة ووصلا إلى سانت بطرسبرج في 4 مايو. هناك قدمت كلارا أربع حفلات عامة متتالية وعزفت لنيكولاس الأول وحياهما بدفء الموسيقيون الأجانب بما في ذلك صديقهم القديم هنسيلت والرجال الروس الأثرياء مثل الكونت مايل فيلهورسكي الذي عزفت أوركستراه سيمفونية في مقام سي بيمول بقيادة شومان في مارس لكن الزيارة لم تسهم كثيرا في تقديم موسيقى شومان للجمهور الموسيقي الأوسع. لم يلتقي مع جلينكا أو دارجومسكي رغم حضوره هو وكلارا حفل كان جلينكا حاضرا فيه. في 2 أبريل غادرا سانت بطرسبرج وقضيا عيد الفصح مع خال شومان الذي استقر في روسيا ووصلا في موسكو في 10 أبريل. كانت جماهير كلارا صغيرة لكن الارستقراطيين كانوا ودودين وعرضت خماسية شومان في إحدى السهرات. سمعوا «الحياة للقيصر» التي امتدح شومان فصلها الأول وانبهروا بشدة بالكريملين الذي ألهمهم كتابة خمسة قصائد. في 8 مايو رحلا ثانية إلى سانت بطرسبرج وبعد عشرة أيام ابحروا من كرونستاد إلى سونموند في 30 مايو عادا إلى لايبزغ.
خلال الجولة الروسية تعذب شومان بنوبات من الحزن جزئيا بدني في الأصل وجزئيا نفسي – نتيجة الوعي بان دوره ثانوي بالنسبة لكلارا. أيضا ضايقه حقيقة انه يهدر وقته ويعجز عن كتابة اوبركا كان مشتاق لكتابتها منذ نوفمبر. أخذ معه الجزء الثاني من فاوست لجوته اختيار مشاهد معينة اثناء مرضه في دوريات ووضع مخطط للموسيقى للمشهد الختامي. ما زالت صحته معتلة لدى العودة إلى لايبزغ أول هم له كان منع نفسه من احراج عقبة أخرى للعمل الابداعي، رئاسة تحرير المجلة الجديدة للموسيقى خلفه في نهاية يونيو اوزفالد لورنز الذي افسح المجال لفرانز برندل في نهاية العام التالي. فاوست حل محلها الآن موضوع اوبرا لبايرون بعنوان كورسير في 2 يوليو سال كاتب ليبريتو وكتب كورس للعمل لكن زيارة من هانز كريستيان أندرسن في 22 يوليو وجهت اهتمامه لعمل الشاعر بعنوان «حذاء الحظ» الذي اعتبر انه يقدم له فكرة جيدة تمسك بها حتى أبريل التالي. في أغسطس عاد لفواست واكمل أول ثلاثة اجزاء ربما مسودة اولى من Chorus Mysticus أو الكورس الديني أيضا في ديسمبر بدا يفكر في معالجة فاوست كاوراتوريو بدلا من اوبرا لكن وضع الموضوع جانبا لعدة سنوات.
الجهد الكبير لفاوست استهلك طاقة شومان العصبية بالكامل وفي نهاية أغسطس تعرض لانهيار عصبي حاد واصبح لا يحتمل سماع الموسيقى التي «قطعت اعصابي كالسكاكين». أيضا شعر بالضيق من تعيين «جيد» خليفة لمندلسون الذي غادر لايبزغ في إدارة حفلات جويندهاوس. زيارة إلى هارز في وسط سبتمبر والعلاج باملاح كارلسباد ترك شومان في حالة أسوأ من قبل.

### درسدن 1844 -1850
في 3 أكتوبر 1844 ذهب ال شومان لدرسدن أول ثمانية أيام قضوها هناك كانت رهيبة شعر شومان بالارق وكان معذب بالخيالات المخيفة ووجدته كلارا يسبح في الدموع كل صباح حتى السير كان صعب عليه لكن وقتها حدث تحسن طفيف وقررا الانتقال إلى درسدن كليا. في 17 أكتوبر حصلا على شقة في وازنهاوستراس رقم 35 وفي 13 ديسمبر تركا لايبزغ لمنزلهما الجديد.
في المناخ الموسيقى الممل والمحافظ لدرسدن بدأ التعافي النفسي له. في نياير 1845 بدأ شومان في تدريس الكونترابنط لكلارا وفي 28 فبراير هو نفسه كتب فوجة في ماقم ري الصغير مصنف رقم 72. في أبريل شعر بالسعادة ومشاعر الربيع. وبدأ يوجه كلارا خلال دروس الكنترابنك لكيروبيني وبدأ يكتب فوجة للأرغن مصنف رقم 60 عمل رقم 1 واكمل فوجة ثانية في 18 أبريل. لاحقا فكر في كتابة عمل للبيانو ذي البدال وكتب الدراسات مصنف رقم 56 و58 من 29 أبريل حتى 7 يونيو. وتلا ذلك عمل أهم وهو روندو للبيانو والاوركسترا كان يضم حركة متوسطة مرفقة بالفانتازي لسنة 1841 ليكون كونشرتو البيانو مصنف 54 الذي عزفته كلارا أول مرة في اوبرا لايبزغ في يناير 1846.
لم يسترد شومان صحته بالكامل عام 1845 واضطر للتخلي عن فكرة حضور رفع الستار عن النصب التذكاري لبيتهوفن في بون في 10 أغسطس. في أكتوبر اعاد كتابة ختام مصنف رقم 52 حين اكمل النوتة في ويم 20. اليوم السابق عرضت تانهاوزر أول مرة لكن شومان الذي كون راي سيئ عن العمل من النوتة التي قدمها له فاجنر لم يكن حاضر لكن حين سمع الاوبرا و22 نوفمبر غير رايه جذريا. في هذه الفترة انتمى هو وفاجر لنفس الدائرة التي اهتمت مع هيلر بتكوين حفلات منتظمة بالاشتراك في درسدن على غرار سلاسل حفلات جواندهاوس لايبزغ.
فقرة في رسالة إلى مندلسون ترجع لنهاية سبتمبر 1845 فسرت عامة انها إشارة لانه تصور سيمفونية في مقام دو وقتها لكن انهى الحركة الأولى في 17 ومسودة العمل كله في 28 لكن شومان تردد طويلا بشان التوزيع ولم يبدا حتى 12 فبراير 1846 وبسبب مشكلة في العصب السمعي لم يكمل الحركة الأولى حتى 8 مايو والعمل كله في 19 أكتوبر قبل العرض الأول بثلاثة اسابيع. باستثناء عدة إعادة مصنف 55 و59 كان عام 46 غير منتج. فكر في كتابة اوبرا لكن رفض الخطة تلو الأخرى لذا أيضا في مارس كتب سيرته الذاتية. الاحداث الأخرى للعام تضمنت مولد طفل رابع هو الابن الأول اميل وزيارات لماكسين ونورديني وجولة حفلات في فيينا بدأ فيها ال شومان في 24 نوفمبر حتى عزف كلارا لم يثير الحماس في فيينا وفي الحفل الثالث في 1 يناير 1847 كونشرتو الباينو والسيمفونية في مقام سي بيمول الذي قادها المؤلف لاقت استقبالا باردا. ال شومان غادروا في 21 يناير قدموا حفل في برنو واثنين في براج كانوا أكثر نجاحا وعادوا لدرسدن في 4 فبارير. ثم ذهبوا لبرلين حيث قدمت كلارا خماسية البيانو في حفلاتها وقاد شومان عرض غير ناجح «جنة بير» فكروا في الاستقرار في برلين حيث كانت لكلارا اصدقاء وكان لديها امها وفاني شقيقة مندلسون لكن وفاة فاني وضعت نهاية للخطة.

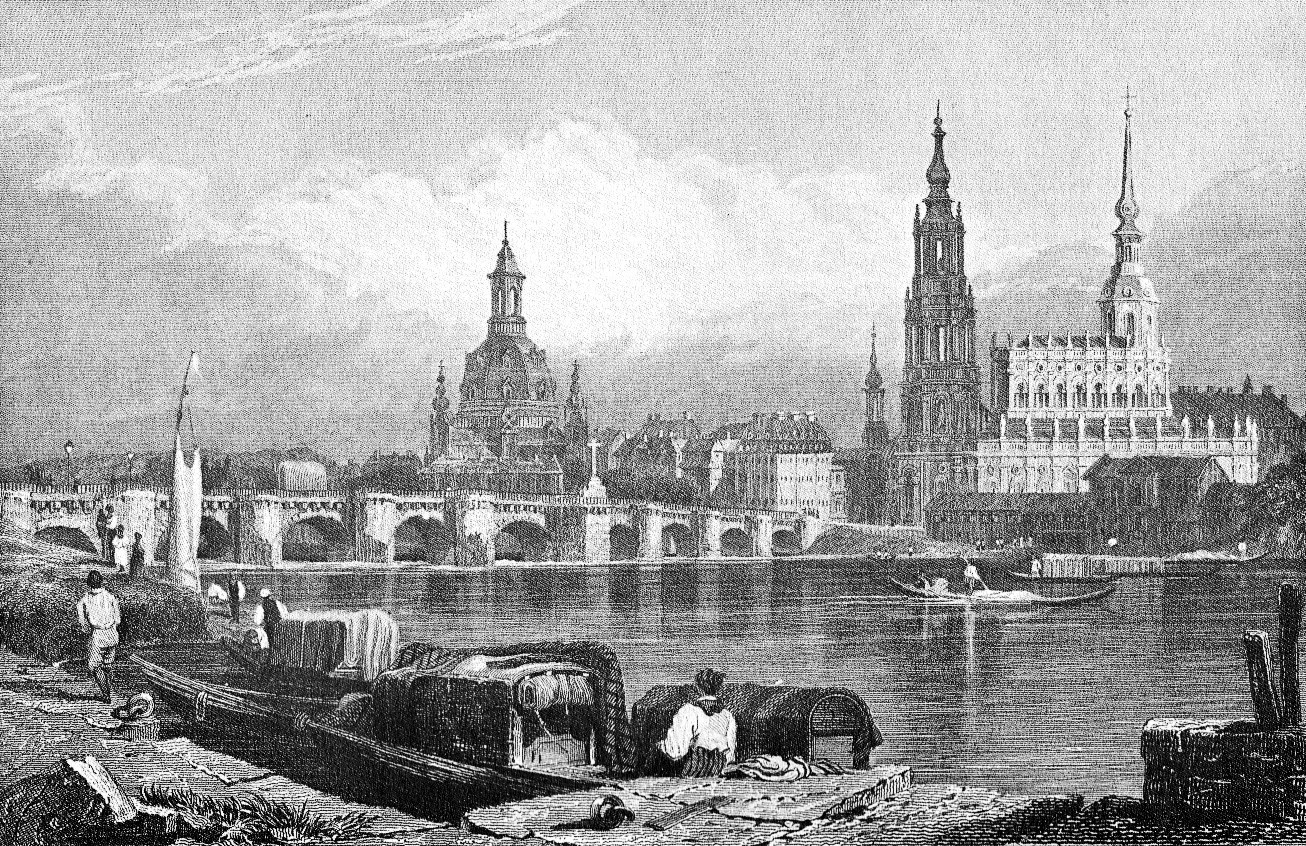
مدينة درسدن سنة 1850

مباشرة بعد العودة من برلين مرة أخرى فكر شومان بجدية في مشاريع للاوبرا لعدة أيام قرأ مازيبا لسلوفاكس لكن استقر رأيه على جينوفيفا لهيبل التي قرأتها توا وطلب من روبرت زينيك العمل في ليبريبتو وفقا لافكاره. في أبريل اكمل المسودة الأولى للافتتاحية. لكن سرعان ما شعر بعدم الرضا عن نص رنيك وفي مايو طلب من هيبل الماسعدة لكن لم يتحقق شيء من هذا رغم ان زيارة شخصية من هيبل خلال الصيف تركت انطباع عميق على شومان. آخر الامر ليبريتو جينوفيفا جمعه المؤلف من محاولة رينك ومسرحية هيبل. اثناء انتظار نص جينوفيفا أخذ شومان نص شومان ثانية في 17 أبريل والف ووزع الكورس الاخير في 23 أبريل لكن هذا لم يرضيه وفي 22 مايو بدا في نسخة أخرى اكملها في نهاية يوليو – الثلاثية من مقام ري الصغير منصف رقم 63 كتبها في نفس الوقت وكتب اغنيتين لموريك مع نسخة صولو لتراجيديا هاين لسنة 1841 شكلت المجلد الرابع للرومانس وبالاد مصنف رقم 64. بغض النظر عن وفاة ابنهم الاصغر إميل، ذهب ال شومان في 2 يوليو إلى زفتسكاو ولاسبوعين واحتفلت المدينة بابنها الشهير بسرينادة وحقل لاعماله وفي 10 يوليو قاد شومان السيمفونية في مقام دو الكبير والكورال مصنف 84 وكتب خصيصا للمناسبة وفي 14 يوليو اكمل مراجعة السيمفونية وبدأ ثلاثية أخرى في مقام فا الكبير مصنف 80 واكمل مسودتها في أكتوبر.
في 5 نوفمبر صدم شومان من اخبار وفاة مندلسون اليوم السابق. حضر الصلاة التذكارية في لايبزغ وعند عودته فكر في مقال طويل أو حتى كتاب قصير بدأ يكتبه "ذكريات عن فليكس مندلسونط نشر عام 1947. بعد يومين من جنازة مندلسون جاء عشاء الوداع لفرديناند هيلر الذي غادر درسدن إلى داسلدورف.
في ديسمبر 1847 اكل شومان توزيع افتتاحية جينوفيفا التي وضع لها مسودة قبل 8 أشهر وبدأ في الحال في تأليف الفصل الأول، الإثارة ارهقت اعصابه وعانى في إعادة تشكيل الليبريتو في فواصل التأليف كل فصل يكتمل قبل أن يبدا التالي. مع ذلك اكمل الفصل الأول في يناير 1848 واكمل الفصل الثاني في مارس. اثناء هذا شعر شومان باثارة شديدة وانزعجت كلارا من ثورته. في أبريل كتب 3 اغاني وطنية وثورية لكورس الرجال وفرقة الات النفخ التي كانت من مصنف 65 لكن لم تنشر قط في حياته. مسودة الفصل الثالث من جينوفيفا اكملها في مايو ثم وضع الكورس من مقام سي بيمول الكبير لفاوست (القسم الأخير). في يونيو جرب كل فاوست التي كتبها حتى الآن مع الكورس والاوركسترا ورضي عن العمل. بعد يومين اكمل مسودة الفصل الرابع من جينوفيفا وفي أغسطس اكمل كل نوتة العمل. بعد ذلك بدا يضع مسودة لمانفريد للورد بايرون وقاطع هذا العمل توزيع السيمفونية مقام دو الكبير لعازفين بيانو واكمل افتتاحية مانفريد في أكتوبر والعمل كله في 23 نوفمبر.
كان شومان الآن في قمة نشاطه. في نوفمبر 1848 بدأ العمل في عملين مختلفين تماما مستلهمين من كتابات روكرت Adventlied للكورس والاوركسترا و«صور من الشرق» لدويتو البيانو. عمل آخر للبيانو من استلهام ادبي كان مجموعة Waldscenen مصنف 82. أول ثلاثة أشهر من 1849 كانت منتجة أيضا وتلا ذلك أعمال من أنواع مختلفة – اكمال جينوفيفا والفانتازي شتوك للكلارنيت والبيانو مصنف 73 واداجيو واليجرو للهورن والبيانو مصنف 70 وكونسير شتوك لاربع الات هورن والاوركسترا مصنف 86 وعدد من الرومانس والبالاد للكورس المختلط ومجموعتي رومانس لاصوات النساء واغاني إسبانية للصولو والدويتو والرباعي مصنف 74. ثم الثلاثيات في مقام ري الصغير وفا راجعها للنشر وهو مجهود اكمله في أبريل وهو يوم خسارته لاخيه كارل.

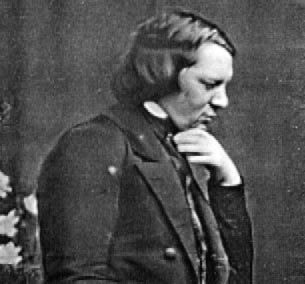
شومان سنة 1850

في مايو توقف عن العمل عند عودته ليجد درسدن في ثورة. لم يحب شومان المشاركة مثل فاجنر وهرب في مايو مع كلارا وماري تاركا باقي ابنائهما، واستقلا القطار إلى موجلن واخيرا وجدا الملاذ مع صديقهم الميجور «سير» في ماكسين حيث كتب شومان «أغنية الربيع» رقم 18 مصنف رقم 79. كانت كلارا قلقة وتريد العودة لاحضار اطفالها الاخرين فذهبت واحضرتهم إلى ماكسين. عندما بلغ شومان سن 39 عانى من الاكتئاب وقرر العودة لدرسدن. في طريق العودة الهم بكتابة أول مارش من أربعة مصنف 76 حيث نشر الباقي مع مارش خامس لاحقا كمصنف 99 خلال أربعة أيام. ارسلهم شومان للناشر ويسلنج في الحال.
كتب شومان أغاني على أشعار لجوته في مجموعة بعنوان liederablum مصنف رقم 79، وانشغاله بجوته ادى لعودته لفاوست. في الاحتفال بمرور مائة عام على مولد جوته تم عرض المشاهد الختامية في حديقة جروسر بدرسدن كما شكلت جزء من احتفالات جوته في وايمار ولايبزغ.
في نهاية أغسطس اكمل شومان مجموعة صغيرة من الديوتوات للسوبرانو والتينور مصنف رقم 78 بدأه في يوليو. بعد ذلك مع ابنته الصغيرة ماري في ذهنه كتب دويتوات للبيانو للأطفال الصغار والكبار واحدة منها مارش عيد الميلاد رقم 1 مصنف 85 التي عزفها هو وماري كمفاجأة عيد الميلاد لكلارا وكتب المجموعة كلها مصنف 85 في سبتمبر وفي الفترة ما بين 15 سبتمبر إلى 27 انشغل بكتابة مقدمة وأليجرو للبيانو والاوركسترا مصنف 92. في أكتوبر كتب 3 اغاني للكورس المزدوج مصنف 141 نشرت بعد وفاته. ولحن أغنية الليل لهيبل مصنف 108. لاحقا في نوفمبر اكمل الاغاني الإسبانية هذه المرة بمصاحبة دويتو البيانو. ويشمل واحدة كتبها في أبريل والثانية نشرت كمصنف 138. كان ديسمبر شهر مثمر أيضا حين لحن 3 الحان عبرية لبايرون بمصاحبة الهارب مصنف 95 وكتب أول من 3 رومانس للأوبوا والبيانو مصنف 94 وفي نهاية عام 1849 وضع مسودة لقصيدة Neujahrslied لروكرت للكورس والأوركسترا.
المزاج في عمل روكرت عس حالة شومان. بعد خمس سنوات في درسدن ما زال لدى شومان القليل من الأصدقاء الحقيقيين ولم يعترف به العالم. في عام 1850 بدأ بعروض ناجحة لمسرحية بيري دعمت سمعته في درسدن. كان يأمل أن نجاح عرض جينوفيفا في لايبزغ التي تأجلت من الصيف السابق قد يحسن وضعه ولم يستطع تقديم عرض محدد بشأن العمل في داسلدورف.
ذهب آل شومان إلى لايبزغ في فبراير لبروفات جينوفيفا لكن أصابتهم خيبة الامل حيث أن العرض تاجل ثانية ليفسح المجال لعمل لمايربير. ولم ينجح العرض الأول للمقدمة واليجرو في جوينهاوس ومن جهة أخرى اثار عمل الكونسير شتوك للنفير وافتتاحية جينوفيفا الحماس بعد ان قادها المؤلف نفسه. في مارس غادر ال شومان لايبزغ إلى بريمن حيث قدموا حفلا واحدا وذهبوا لهامبورج حيث مكثا لاكثر من اسبوعين وقدموا عددا من الحفلات بعد وقفة قصير في برلين عادا لدرسدن. بعد يومين وافق شومان على وظيفة دازلدورف.
هذه الاضطرابات جعلت التأليف مستحيل فلم يؤلف شيئا في يناير وفبراير ومارس وفي بداية أبريل انشغل بترتيب عدة أعمال حيث تعود أعماله في مصنف 88 لهذه الفترة وكتب 3 اغاني في مصنف 83. بعد ذلك عاد لفاوست ثانية وفي مايو رحل ال شومان إلى لايبزغ لبروفات جينوفيفا حيث اجريت البروفة الأولى مع المطربين الصولو في 22 مايو بمصاحبة كلارا على البيانو وول بروفة للاوركسترا وحدها يوم 29 وأول بروفة كاملة في 7 يونيو قدم العرض الأول يوم 25 يونيو حضره العديد من الاصدقاء بمن فيهم ليست وقاد شومان العمل بنفسه لكن الفوضى على المسرح ادت على جعل نجاح العمل متوسط. العرض الثاني في 29 كان أفضل والثالث يوم 30 الأفضل. لكن العمل تم سحبه ولم يسمعه أحد ثانية إلى انتجه ليست في فايمار في أبريل 1855. في يوليو عاد ال شومان إلى درسدن. خلال بقاءه في لايبزغ كان شومان له دور رائد في اقامة جمعية باخ لتخليد ذكرى مرور 100 عام على وفاة باخ حيث اصدرت نسخة كاملة لاعماله.
تميز يوليو بكتابة الاغاني مصنف 96 و11 و125 و127. اخر عمل في درسدن كان مصنف 90 مجموعة اغاني لليناو بدأها في 2 أغسطس وانهاها بقداس جنائزي مترجم عن قصيدة لاتينية نسبت لهلويز. اضاف شومان هذا تحت انطباع ان ليناو مات بالفعل وبالصدفة وص خبر وفاة الشاعر فعليا يوم 25 أغسطس في هذا اليوم تم عرض الاغاني للمرة الأولى في دائرة صغيرة من الاصدقاء اجتمعوا لتوديعه هو وكلارا. في سبتمبر غادرا درسدن حيث وصلا لداسلدورف في مساء اليوم التالي.

### داسلدورف 1850 - 1852
مدينة راينلاند دوسلدورف التي كانت تدفع لشومان راتب منذ 7 مايو، الآن رحبت بهم بدفء. لاقاهم هيلر ومدراء الحفل حيويهم بسرينادة في مساء الوصول واخرى من الاوركسترا بعد يومين وفي يوم 7 حيوهم بحفل من أعمال شومان، عشاء مع خطب رسمية وحفل راقص لم يحضروه بسبب الإرهاق الشديد. كلاهما كان مرهق وقلق كان شومان في صحة سيئة وازدادت عصبيته من ضجة الشوارع في شققهم المؤقتة غير المريحة التي جعلت مستحيل العمل. مع ذلك وزع عمل روكرت Neujahrslied وفي 29 سبتمبر تمتعوا بزيارة إلى كلونيا وانبهروا بعمق من الكاتدرائية حيث كبير الاساقفة جيزيل اعتلى العرش اليوم التالي. في 10 أكتوبر ارادة شومان للتأليف عادت وبدأ كونشترو التشيللو واكمل المسودة يوم 16 والسيمفونية الكاملة يوم 24. يوم إكمال الكونشرتو قاد شومان أول حفل من عشرة في اليوم. احضر من لايبزغ قائدا جديدا هو فيسلافسكي الذي صار مدون سيرته لاحقا، رضى عن الاوركسترا، وحققت كلارا نجاحها المعتاد كصولو. إجمالا قاد شومان 8 حفلات بالاشتراك خلال هذا الموسم لسنة 1850 -1851، مقدما اعمالا جديد خاصة به في أربعة منها «القداس الجنائزي»، السيمفونية في مقام مي بيمول والافتتاحية لقصيدة شيلر.

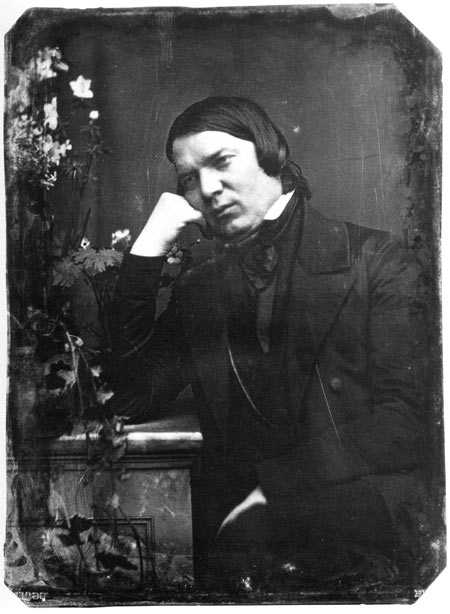
روبرت شومان سنة 1850

بدأ السيمفونية الجديدة في 2 نوفمبر 1850، انها مسودة الحركة الأولى يوم 9 والاسكرتزو في 25 كل نوتة العمل في 9 ديسمبر. افتتاحية «عروس مسينا» وضع مسودة لها في 29-31 ديسمبر ووزعها في 1-12 يناير 1851. ريتشارد بول أرسل لشومان ليبريتو اوبرا عن ذلك الموضوع، رفض الليبريتو بعد بعض التفكير، لكن إعادة قراءة ماساة شيلر اقترحت الافتتاحية. وقتها جاءت له فكرة كتابة سلسلة افتتاحيات للماساة ووضع مسودة وتوزيع ليوليوس قيصر لشكسبير اثناء 23 يناير – 2 فبراير. بين الافتتاحيتين كتب اغاني مصنف رقم 107 عمل رقم 1 و2 و3 و6 ومصنف رقم 125 رقم 4. في مارس كتب أربعة أعمال مصنف رقم 113 للفيولا والكمان وبعض اغاني ليناو مصنف رقم 117.
في هذا الوقت العلاقات السعيدة لأول عدة أشهر في دازلدورف بدأت تنحسر. كان هناك سوء تفاهم مزاجي ين المؤلف الصامت وسكان الراينلاند الاجتماعيين الذي اعتبرهم ثرثارين أكثر من اللازم وغير جادين بما يكفي. في نفس الوقت الكورس والاوركسترا التي ورثها من هيلر شعروا بالنتائج لانضباطه المسترخي وعيوبه كمايسترو. في الحفل المقام في 13 مارس غنت الجوقة بشكل سيء وانتقد مقال في إحدى صحف دازلدورف قيادة شومان للحفلات. لكن يبدو أن عرض «آلام المسيح وفقا لإنجيل يوحنا» لباخ حقق نجاحا.
لم تقل إنتاجية شومان واتصاله الطويل مع بول بشأن ليبريتو أوراتوريو عن لوثر لم يصل لشيء لكن في أبريل ارسل له موريتز هورن قصيدة جذبت انتباهه der rose pilgerfahrt «حج الوردة» وطلب منه المساعدة في تعديل بالاد بعنوان «الابن الملكي» اكمل تلحين الكورس والاوركسترا. واكمل عمل «حج الوردة» في مايو ومن نهاية مايو يرجع الدويتو والاغاني الصولو لقصائد كتبتها الشاعرة اليزابيث كولمان مصنف 103 و104 وفي يونيو عاد شومان لكتابة دويتو للبيانو اكمله في عدة أيام. في هذه الفترة بدأ شومان يتفاوض مع الناشر اف دبليو ارنولد لنشر عدة أعمال للبيانو لكن وصل عددها 14 اخر الامر.
في 6 يوليو عرضت «حج الوردة» بنجاح في عرض خاص في منزل شومان قدمه 24 مطرب. عمل «ابن الملك» اقترح فكرة سلسلة أعمال بالاد للكورس والاوركسترا وطلب شومان من بول مقاطعة العمل عن لوثر ليعالج عمل أولاند بعنوان des sangers fluch للحن الموسيقي. ثم جاءت فترة استرخاء: من 18 أو 19 يوليو ذهب آل شومان في رحلة من الراين إلى هايدلبرج ثم بادن بادن وجنيف ثم عادوا إلى دازلدورف في أغسطس. بعد 11 يوم ذهب شومان إلى انتورب ليحكم في مسابقة لجوقة الرجال فزار بروكسل في نفس الوقت. عاد للوطن في 22 أغسطس ثم في أكتوبر كتب عملين لموسيقى الحجرة: الثلاثية في مقام صول صغير مصنف 110 وسوناتا الكمان في مقام ري الصغير مصنف 121. ثم انشغل بالتوزيع فدون جزء البيانو ل«حج الوردة» وهو مجهود طلبه منه اصدقاؤه اعتبره غير ضروري وغير مثير ثم وزع الاسكرتزو من السيمفونية الثانية لبورجمولار التي وجد مسودها في دازلدورف ووضع مدونة البيانو للسيمفونية في مقام ري الصغير ثم اعاد توزيعها بالكامل وسماها السيمفونية الرابعة. اخر عمل لسنة 1851 كان افتتاحية لمسرحية غير مكتبة لجوتة «هيرمان ودوروثيا» فكرة المسرحية مع الموسيقى كانت في ذهن شومان منذ 1846 الآن تذكرها مورتز هورن عام 1851 وناقش اعداد الليبريتو حتى بعد عام من كتابة الافتتاحية كان شومان ما زال يناقش مع هورن احتمال كتابة اوراتوريو عن الموضوع.
افتتح سنة 1852 بكتابة بالاد مصنف 139 في يناير. «حج الوردة» أخذ شكل جديد في فبراير لكن علاقاته مع الجوقة كانت سيئة. خلال ذلك الشتاء أكمل الدعاية لباخ بأجزاء من القداس في مقام سي الصغير وآلام المسيح وفقا لإنجيل متى، وربما هذا النشاط هو الذي شجعه على كتابة قداس خاص به مصنف 147 وقداس جنائزي مصنف 148، وحدث المقاطعة في العمل بسبب زيارة قصيرة إلى لايبزغ في مارس مع كلارا حيث عرض «حج الزهرة» وافتتاحية مانفريد – الاخيرة لأول مرة – كانا ياملان أن يذهبان لإنتاج ليست لمانفريد في فايمار وإذا أمكن حضور عرض لوهنجرين لكن تأجل عرض مانفريد حتى يونيو. وضع شومان مسودة القداس الجنائزي في أبريل ومايو وأثناء مايو وزع موتيت لروكرت سنة 1849 مصنف 93. وحتى شهر يونيو انشغل بترتيب مقالات قديمة لنشرها في كتاب لكن لم يجد لها ناشر إلى وافق جورج فيجاند على نشرها في نوفمبر 1853 ونشرت في أربعة مجلدات سنة 1854.

### السنوات الاخيرة 1852 -1856

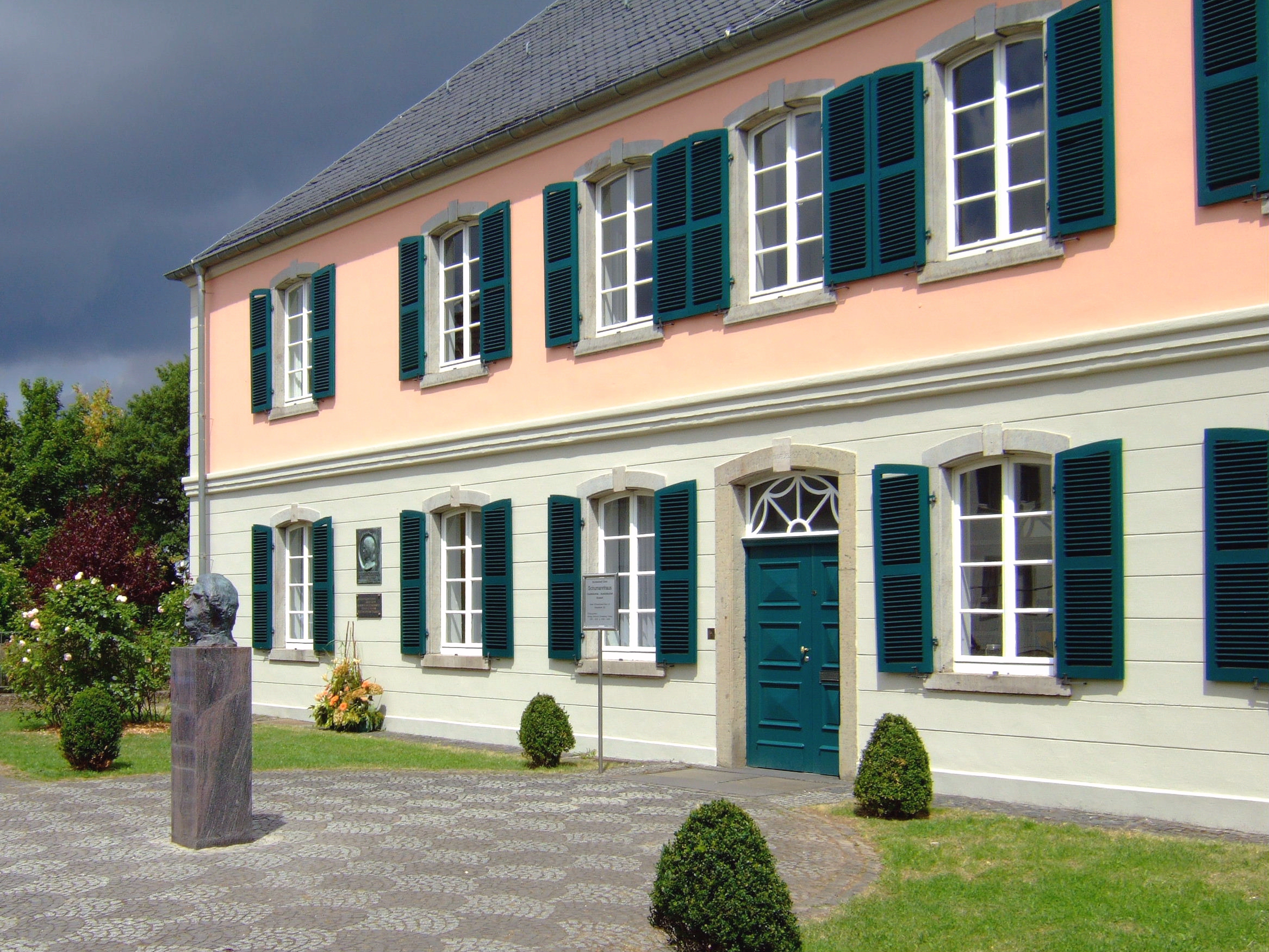
المصحة الخاصة التي كان يعالج بها شومان في بون

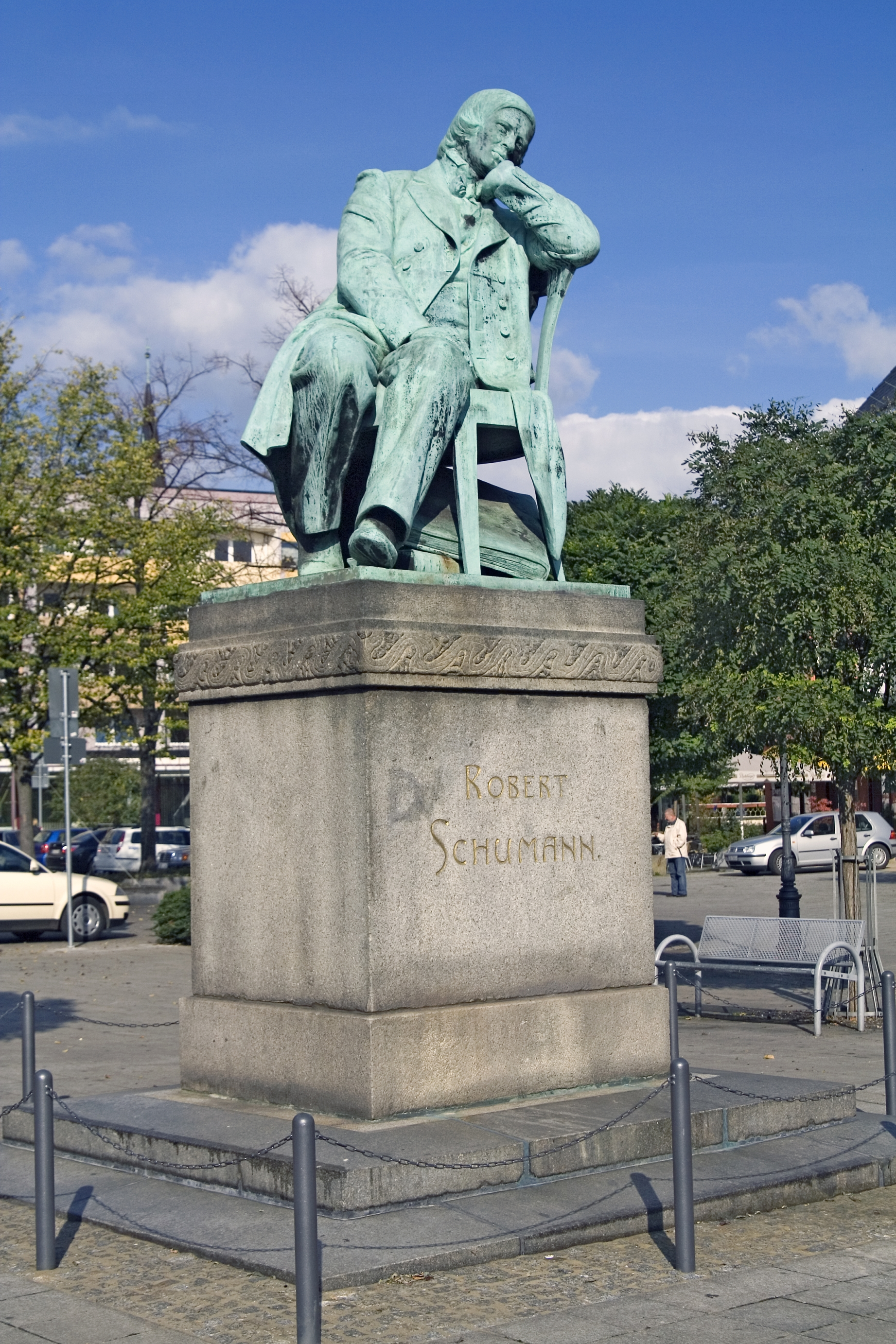
نصب تذكاري لروبرت شومان في بلده الأم زفتسكاو بألمانيا

كان في بداية أبريل 1852 ان تعرض شومان للروماتيزم مع رغبة في النوم والاكتئاب الذي زاد سوءا في يونيو ومنع حضوره إنتاج وايمار لمنافريد في 13 يونيو. لدى تعافيه وضع اسكتش للحن اربع مقطوعات بالاد لجيبل مصنف رقم 140 للمطربين الصولو والكورس والاوركسترا وكتب مصاحبة للبيانو لقراءة «الفارون» لشيلي مصنف رقم 122 عمل رقم 2. بدأ يظهر مرضه الآن بتردد أكبر للكلام وبطء في الحركة انعكست في شعوره بالايقاعات الموسيقية ولا مبالاة عامة. من 26 يوليو إلى 6 يوليو ذهب إلى جودسبرج للعلاج لكن زادت حالته سوءا. في 28 يوليو بدأ كتابة مجموعة بالاد جيبل وفي 1-4 أغسطس شارك بجزء اقل مما كان مقصود في قيادة مهرجان جوقة اصوات الرجال في داسلدورف. في منتصف أغسطس ذهب مع كلارا إلى شفنينجين ليحاول اثر العلاج بالاستحمام في البحر واستمر هناك حتى 17 سبتمبر ويبدو هذا مفيد وتوزيع «الخادم وابنة الملك» انتهى بالفعل في هولندا لكن تلقى شومان امر بتفادي كل مجهود مثل قيادة الاوركسترا لدى العودة إلى دازلدورف. شغل نفسه بالعمل الآن لكتابة عمل غنائي وبناء على طلبه قاد جولياس توش أول حفلين في موسم 1852 – 1853. في منتصف أكتوبر تعرض لدوار شديد وفي 21 نوفمبر عانى من اعراض سمعية ملحوظة. ظهر ثانية في الحفلات يوم 3 ديسمبر لكن استقبل بشكل بارد. أيضا لم يحب الجوقة العمل بقيادته ثانية بعد توش الأكثر كفاءة ومدراء الحفل طلبوا منه الاستقالة بعد شجار استقال الثلاثة مدراء بدلا من ذلك وتم تسوية الامر لكن توش تولى كل البروفات الكورالية وطلب منه شومان القيام بالبروفات الأولى للاعمال الجديدة – تاركا لشومان فقط البروفات الاوركسترالية والعروض العامة. قام بتوزيع دويتو للبيانو للسيمفونية في مقام ري الصغير وعرضت في شكلها بعد المراجعة في حفل بالاشتراك ل30 ديسمبر.
بدا عمل ميكانيكي آخر بشكل أو اخر عام 1853. عرض لشاكون الكمان لباخ بمصاحبة البيانو لمندلسون اقترح لشومان أن أعمال باخ الأخرى للكمان الصولو سيصل لجمهور اعرض إذا حصل على مصاحبة، اقترح الفكرة لدكتور هارتل في يناير واكمل مصاحبة وضع لها معالجة لأولاند لبالاد بعنوان Das Glück von Edenhall للصولو وكورس الرجال والاوركسترا كتب مصاحبة مماثلة لسوناتات التشيللو لباخ وافتتاحية المهرجان مع كوراس نهائي بدءا بالفعل الصيف السابق – خاصة لمهرجان موسيقي الراين في الشهر التالي. حقق شومان نجاحا ملحوظا مع سيمفونية في مقام ري الصغير في اليوم الأول من المهرجان الذي انتهى بعد يومين لاحقا مع الافتتاحية الجديدة لكن الاصدقاء الذين جاءوا إلى دازلدورف في المناسبة انزعجوا حين وجدوه وقد قلب المائدة وكانت هذه اعراض مرضه ثم تعرض لسكتة اثناء زيارة لبون.
اكمل شومان عدد من الأعمال خلال صيف 1853، الافتتاحية والاسكرتزو والخاتمة الموزعة للبيانو الصولو ونوتة البيانو لفاوست وتوزيعات للبيانو الصولو للرباعيات الوترية مصنف 41 عمل رقم 1 ورقم 2 وافتتاحية فاوست واليجرو مع مقدمة للبيانو والاوركسترا مصنف 134 وفانتازي للكمان والاوركسترا مصنف 131 وخمس مقطوعات لدويتو البيانو وكونشرتو الكمان.
فانتازيا الكمان والكونشرتو كتبها ليواكيم البالغ 22 سنة الذي ابهر عرضه لكونشرتو بيتهوفن بشدة شومان في مهرجان الراين في مايو والذي زار داسلدورف ثانية وانبهر بعزفه الرائع. في سبتمبر زار برامز الشاب البالغ 20 عاما وهو صديق يواكيم الجديد آل شومان، وترك انطباعا عميقا عليهم كمؤلف وعازف بيانو وعبر شومان عن حماسه في الحال في مقال في المجلة الموسيقية الجديدة. مكث برامز في داسلدورف حتى 3 نوفمبر وتصادفت زيارته مع المرحلة الأخيرة من النشاط الابداعي لشومان حيث كتب عمل للكلارنيت والفيولا والبيانو مصنف 132. وفي 21 أكتوبر وعاد لوضع الهارموني لاعمال الوتريات دون مصاحبة هذه المرة كتب المصاحبة لكابرشيو بجانيني رقم 24. يواكيم قدم العرض الأول لفانتازيا الكمان في أول حفل بالاشتراك للموسم وسمع افتتاحية هاملت واتفق شومان وبرامز والبرت ديترش على التعاون في كتابة سوناتا للكمان في مقام لا الصغير، حيث أسهم شومان بكتابة الحركة الثانية والرابعة وانترمتزو في مقام فا والخاتمة في مقام لا الصغير والكبير.
السوناتا التجميعية المقدمة ليواكيم بعد الحفل بيوم والتي عزفها مع كلارا بالنظر للنوتة أول مرة وفي الصباح التالي استبدل شومان الحركة الأولى لديتريش والاسكترزو الذي كتبه برامز بحركتين كبتهما بنفسه وبالتالي يوم 31 اكمل ثالث سوناتا للكمان. في نوفمبر كتب خمس مقطوعات رومانس للتشيللو والبيانو.
حفل 27 أكتوبر كان الاخير الذي قاده شومان في داسلدورف. نتيجة العرض الكارثي لقداس كتبه هوبسمان في كنيسة ماكسميلان رفضت الجوقة غناء كنتاتا The First Walpurgis Night لمندلسون بقيادة شومان واضطر ان يسمح لتوش بقيادتها. كانت بروفة «هاملت» ليواكيم في ظهيرة الحفل فوضوية. لجنة جمعية الموسيقى اضطرت لاتخاذ خطوة وفي نوفمبر طالبوا شومان ان يقود أعماله فقط وينوب عن توش في كل المناسبات الأخرى واعتبرت كلارا، التي اعمت نفسها عن وضع زوجها وقدراته، هذا الاقتراح خطة من جانب توش واهانة لروبرت. اجاب شومان ان هذا الاقتراح يخالف العقد ورفض الظهور في البروفة والحفل. فكر في مغادرة داسلدورف اما لفيينا أو برلين.
في 24 نوفمبر رحل شومان مع كلارا لجولة حفلات في هولندا حيث عزفت كلارا المقدمة الجديدة واليجرو مصنف 134 للمرة الأولى في اوتريخت. تم استقبالهما بحماس في لاهاي وأمستردام وقاد شومان الاوركسترا الهولندي في سيمفونياته الثانية والثالثة وعاد لداسلدورف في ديسمبر.
في يناير 1854 زار أل شومان هانوفر حيث عزف يواكين فانتازي الكمان وقاد السيمفونية في مقام ري الصغير وعزفت كلارا مرتين في البلاط وتمتعوا ثانية برفقة برامز. في فبراير كان يبحث في أعمال أفلاطون وهوميروس في مكتبة دازلدورف مما ازعج كلارا التي خافت عليه من نتائج المجهود الذهني.

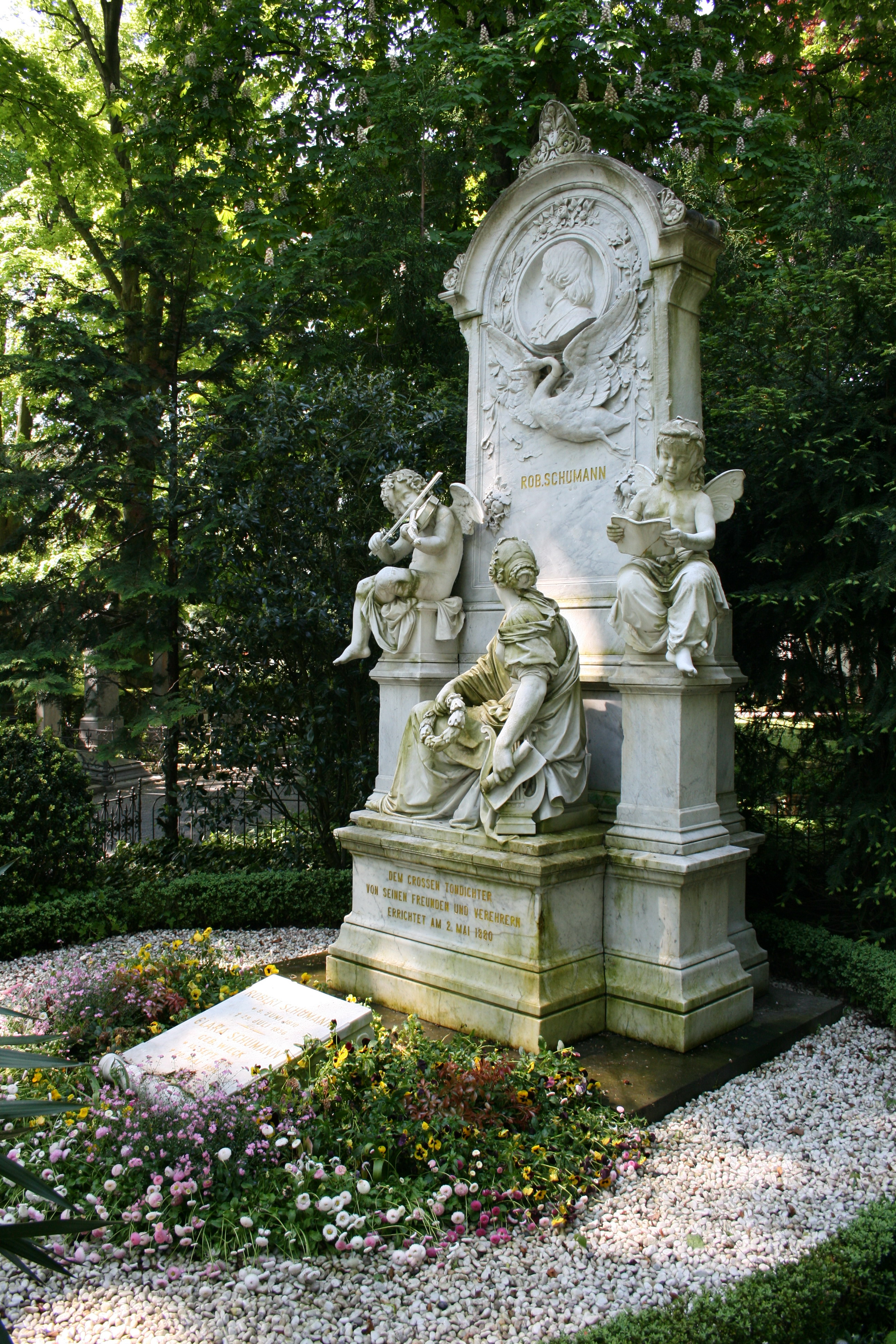
قبر روبرت وكلارا شومان في بون

بعد ذلك سجل شومان انه عانى من اعراض سمعية قوية جدا ومؤلمة وتكررت الليلة التالية واصبحت اسوأ في اليوم التالي وكان الآن لديه وقهم سماع موسيقى جميلة تدوي في ذهنه وهو جزء من مرض الزهري. في ليلة 17 فبراير كتب لحن في مقام مي بيمول قال ان املائكة غنته له وكان في الواقع صدى للحركة البطيئة من كونشرتو الكمان الذي كتبه من قبل، في 18 و19 حل الشياطين محل الملائكة في صورة نمور هددته بالجحيم. استمرت هذه الحالة لاسبوع رغم انه في بعض الفترات تمكن من كتابة خمسة تنويعات على لحن في مقام مي بيمول. يوم 26 طلب اصطحابه لمصحة للامراض العقلية لكن زوجته اقنعته هي وطبيبه بان يلزم الفراش. في الصباح التالي كان يكتب نسخة من التنويعات لكن حين ترك بمفرده لعدة لحظات هرب من المنزل إلى جسر الراين حيث القى بنفسه في النهر، انقذه الصيادون واحضروه للمنزل. بعد حسبه في المنزل لعدة أيام وعدم السماح لكلارا برؤيته اود في 4 مارس في مصحة الدكتور ريشارز الخاصة في إندنيش قرب بون. بعد تحسن تدريجي والكثير من الانتكاسات فجأة كان شومان يغرب في تلقي رسالة من كلارا وتمكن من الجواب عليها بشكل عقلاني في 14 سبتمبر ثم لسبعة أشهر تمكن من مراسلتها هي وبرامز ويواكيم والناشر سيمروك. في 24 ديمسبر زاره يواكيم و11 يناير 1855 زاره برامز. في مارس طلب نزوات بجانيني وكامل كتابة اللحن المصاحب «ليس بالاسلوب المعقد مثل التنويعات في مقام لا الصغير رقم 24 لكن مع هارمونيات بسيطة». زاره برامز ثانية في 2 أبريل لكن هذه الزيارات هيجته ولم يسمح له ابدا برؤية كلارا. كان هناك انتكاسة سريعة. في 5 مايو كتب لكلارا أخر رسالة تلقتها منه، وفي 10 سبتمبر اخبرها د. ريشارز. أنه لم يعد هناك امل في شفائه الكامل. في 8 يوينو 1856 وده برامز في عيد ميلاده يضع قوائم ابجدية باسماء المدن والبلدان. في 23 يونيو تم استدعاء كلارا إلى اندنيش ببرقية حيث انه لا يتوقع ان يعيش لكن الازمة مرت وعادت إلى دازلدورف لكن دون ان تراه رغم ان برامز رآه. كانت الاثارة لا تحتمل فعادت إلى اندنيش مع برامز في 27 ورأت زوجها لأول مرة بعد عامين ونصف تقريبا. بدا أنه تعرف عليها لكن عجز عن الحديث بشكل مفهوم. كانت هي وبرامز معه أو قربه باستمرار يوم 28 وفي الساعة 4 عصرا يوم 29 توفي شومان. ودفن بعد يومين في مقبرة بمدينة بون.

## أعماله

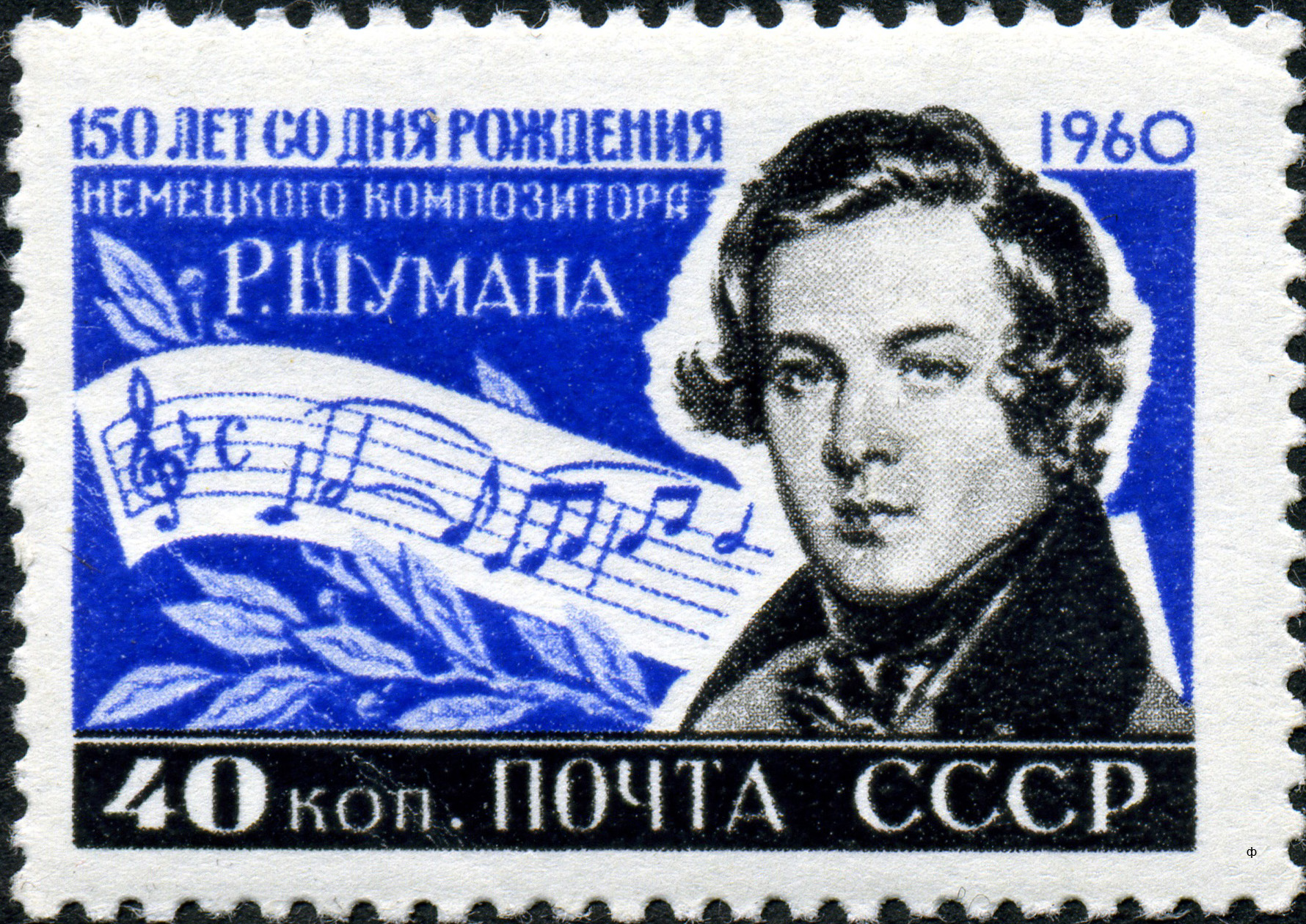
طابع روسي صدر سنة 1960 للاحتفال بمرور 150 سنة على ميلاد شومان.

ألف شومان أربع سمفونيات، وموسيقى الحجرة (العزف) وموسيقى كورالية، وأعمالا أخرى، تأتي أعماله في مرتبة أعمال فرانز شوبرت نفسها من بين أفضل الأغاني الألمانية، فقد كان لشومان تأثير قوي على المؤلفين الموسيقيين المختلفين في أواخر القرن التاسع عشر الميلادي. وقد نشرت مختارات من أعماله الموسيقية للصغار ومجموعة من المقطوعات الموسيقية لطلبة البيانو عام 1848 م.
من بين أعماله الشهيرة على البيانو:
- دراسات سيمفونية عام 1834 م.
- فانتازيا من السلم الموسيقي الكبير عام 1836 م.
- حفل موسيقي من السلم الموسيقي الصغير عام 1845 م.

وقام شومان أيضًا بتأليف عدد من المقطوعات القصيرة، كثير منها في شكل مجموعات، هذه المقطوعات تشمل:
- «الفراشات» ما بين 1829 - 1831 م.
- «كرنفال» ما بين 1834 - 1835 م.

## وصلات داخلية
- كلارا شومان
- أعلام الموسيقى الكلاسيكية

## تسجيل
Schumann - Nänie 

## روابط خارجية
- روبرت شومان على موقع IMDb (الإنجليزية)
- روبرت شومان على موقع الموسوعة البريطانية (الإنجليزية)
- روبرت شومان على موقع ميوزك برينز (الإنجليزية)
- روبرت شومان على موقع قاعدة بيانات برودواي على الإنترنت (الإنجليزية)
- روبرت شومان على موقع إن إن دي بي (الإنجليزية)
- روبرت شومان على موقع أول ميوزيك (الإنجليزية)
- روبرت شومان على موقع ديسكوغز (الإنجليزية)
- روبرت شومان على موقع قاعدة بيانات الفيلم (الإنجليزية)